# حرب الاستقلال التركية
حرب الاستقلال التركية (التركية: Kurtuluş Savaşı أي ‹‹حرب التحرير››، والمعروفة أيضًا باسم ‹‹حرب الاستقلال›› أو ‹‹الحملة الوطنية››؛ 19 مايو 1919 - 24 يوليو 1923) بين الحركة الوطنية التركية ووكلاء الحلفاء -أي اليونان على الجبهة الغربية، وأرمينيا على الجبهة الشرقية، وفرنسا على الجبهة الجنوبية، ومناصري الخلافة [التركية] في عدة مدن، وبالإضافة إلى المملكة المتحدة وإيطاليا في القسطنطينية (إسطنبول الآن)- بعد ما احتُلّت أجزاءٌ من الدولة العثمانية وقُسِّمت بعد هزيمة العثمانيين في الحرب العالمية الأولى. قلّة من القوات البريطانية والفرنسية والإيطالية المحتلة قد انتشرت أو شاركت في عمليات القتال.
انتهت الحرب العالمية الأولى للدولة العثمانية بتوقيع هدنة مودروس، إلا أن الحلفاء واصلوا احتلالهم الأراضي والاستيلاء عليها. لذلك رفض القادة العسكريون العثمانيون أوامر كل من الحلفاء والحكومة العثمانية بالاستسلام وحل قواتهم. وصلت هذه الأزمة إلى ذروتها عندما أرسل السلطان محمد السادس القائد مصطفى كمال باشا وهو جنرال رفيع المستوى يحظى باحترام كبير إلى الأناضول لاستعادة النظام، لكنه ماإن وصل هناك إلا أن أصبح عاملاً مساعدًا وزعيمًا للمقاومة القومية التركية ضد الحكومة العثمانية وقوى الحلفاء والأقليات المسيحية.
في محاولة لإعادة السيطرة على فراغ السلطة في الأناضول، أقنع الحلفاء رئيس الوزراء اليوناني إلفثيريوس فينيزيلوس لإحياء فكرة ميغالي وإطلاق قوة استكشافية في الأناضول واحتلال إزمير، فنزل الجيش اليوناني في إزمير في 15 مايو 1919 بهدف توحيد جميع الأراضي الناطقة باليونانية.  مما أشعل حرب الاستقلال التركية. أدى التنظيم من خلال المؤتمرات المختلفة إلى إنشاء الجمعية الوطنية الكبرى (GNA) في أنقرة وهي حكومة مضادة بقيادة مصطفى كمال تتكون من العناصر المتبقية من جمعية الاتحاد والترقي. في غضون ذلك ضغطت قوى الحلفاء على الحكومة العثمانية لتعليق الدستور وإغلاق مجلس النواب وتوقيع معاهدة سيفر، وهي معاهدة غير مواتية للمصالح التركية التي أعلنت حكومة أنقرة أنها غير قانونية.
وجرى خلال تلك الحرب أن تمكنت ميليشيات قواي ملّيه [الإنجليزية] من هزيمة القوات الفرنسية في الجنوب، وقسمت وحدات غير المتحركة بقيادة كاظم قرة بكر أرمينيا مع القوات البلشفية، مما أدى إلى معاهدة قارص (أكتوبر 1921). عُرفت الجبهة الغربية لحرب الاستقلال بالحرب اليونانية التركية، حيث واجهت القوات اليونانية في البداية مقاومة غير منظمة. ومع ذلك فإن تنظيم عصمت باشا لميليشيا قواي ملّيه في جيش نظامي قد أتى ثماره عندما واجهت قوات الحركة التركية الوطنية اليونانيين في معركتي إينونو الأولى والثانية. ولكن انتصر الجيش اليوناني في معركة كوتاهيا-اسكيشهير، فقرروا التوجه نحو مقر القيادة في العاصمة القومية أنقرة، مما جعل خطوط إمدادهم أطول. فشن الأتراك هجومًا مضادًا [الإنجليزية] طردوا فيه القوات اليونانية من الأناضول خلال ثلاثة أسابيع. انتهت الحرب فعليًا باستعادة إزمير [الإنجليزية] وأزمة تشاناك، مما دفع إلى توقيع هدنة أخرى في مودانيا.
تم الاعتراف بحكومة البرلمان التركي في أنقرة باعتبارها الحكومة الشرعية، التي وقعت معاهدة لوزان (يوليو 1923)، وهي معاهدة أكثر ملاءمة لتركيا عوضًا عن معاهدة سيفر. قام الحلفاء بالخروج من الأناضول وتراقيا الشرقية، وأطيح بالحكومة العثمانية وألغيت السلطنة، وأعلنت الجمعية الوطنية الكبرى لتركيا (التي لا تزال الهيئة التشريعية الرئيسية لتركيا اليوم) جمهورية تركيا في 29 أكتوبر 1923. في تلك الحرب انهيت هيمنة المسيحيين وقسمت الدولة العثمانية ثم ألغيت السلطنة، وبذلك تكون انتهت الحقبة العثمانية، ومع إصلاحات أتاتورك أنشأ الأتراك الدولة القومية العلمانية الحديثة لتركيا. وفي يوم 3 مارس 1924 ألغيت الخلافة العثمانية تمامًا.

## توطئة: 30 أكتوبر 1918 - مايو 1919

### خسارة الحرب وسقوط الاتحاد والترقي
على الرغم من دفاعات العثمانيين الناجحة في معركة جاليبولي، وحصاره وأسره الجيش البريطاني في كوت العمارة بالعراق، والنجاحات التي حققها في جبهة القوقاز في الأشهر الأخيرة من الحرب، إلا أنه تعرض لهزيمة في سهل نابلس أمام الجيوش البريطانية بقيادة إدموند اللنبي على الجبهة الفلسطينية. بعد هزيمة مجموعة جيش يلدريم [الإنجليزية] في 18 سبتمبر 1918، استقال ليمان فون ساندرز من القيادة وعين السلطان مصطفى كمال باشا، الذي حصل أيضًا على لقب القائد الفخري لحضرة السلطان (بالتركية: Fahrî Yâver-i Hazret-i Şehriyâri)‏. إلا أن دمشق ضاعت في 1 أكتوبر 1918، تلتها حماة وحمص في 16 أكتوبر 1918 وحلب في 25 أكتوبر 1918.
بعد انهيار الجبهة السورية وجبهة مقدونيا استقالت حكومة طلعت باشا في 8 أكتوبر 1918. فشكل أحمد عزت باشا حكومة انتقالية. مع توقيع هدنة مودروس في 30 أكتوبر 1918، أعلنت الحكومة العثمانية الهزيمة. وفي 1 نوفمبر عقدت جمعية الاتحاد والترقي  مؤتمرها الأخير حيث قررت حل الحزب. وفر في نفس الليلة طلعت وأنور وجمال باشا وهم الباشوات الثلاثة من قادة الحكومة إلى الخارج. ونتيجة لانهيار الاتحاد والترقي جرى إعلان عفو عام يسمح للمعارضين المنفيين والمسجونين بالعودة إلى إسطنبول مما سمح للمعارضين المنفيين والمسجونين الذين اضطهدهم الاتحاديين بالعودة إلى إسطنبول، وكذلك عودة منافسهم القديم حزب الحرية والائتلاف الذي سرعان ما بدأ أعضاؤه في تطهير الدولة من الاتحاديين.

### هدنة مودروس وتبعاتها

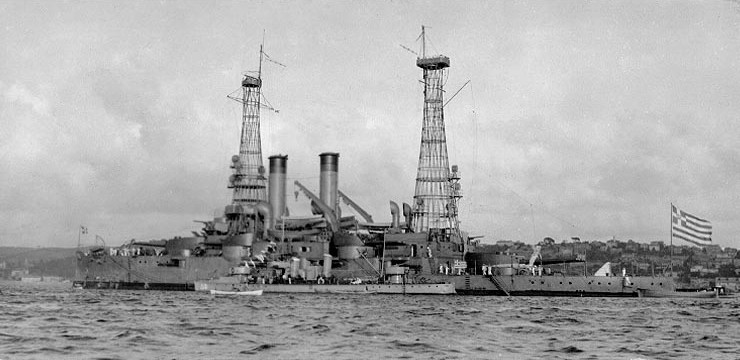
البارجة اليونانية "كيلكيس" (بجانب المدمرة دافني)

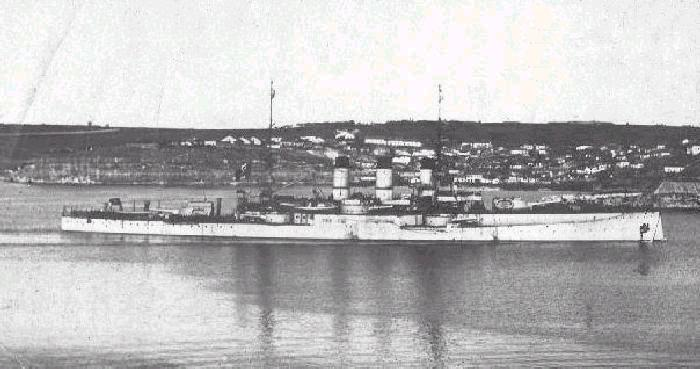
البارجة الإيطالية RN Roma (اسطنبول ، 1918)

في 30 أكتوبر 1918، جرى توقيع هدنة مودروس بين الدولة العثمانية وحلفاء الحرب العالمية الأولى، مما أدّى إلى إنهاء الأعمال العدائية في مسرح الشرق الأوسط عند اقتراب الحرب العالمية الأولى من نهايتها. منحت المعاهدة الحلفاء الحق في احتلال الحصون التي تسيطر على مضيقي الدردنيل والبوسفور؛ والحقّ في احتلال ‹‹في حال حدوث اضطراب›› أي إقليمٍ في حالة تهديده للأمن. صرّح سومرست آرثر غوف-كالثورب -المُوقّع البريطاني على هدنة مودروس- بالموقف العام للوفاق للثلاثي بأنّه لا ينوي تفكيك حكومة الإمبراطورية العثمانية أو وضعها تحت الاحتلال العسكري من خلال ‹‹احتلال إسطنبول››. ومع ذلك كان تفكيك الحكومة العثمانية وتقسيم الدولة العثمانية بين دول الحلفاء هدفًا للوفاق منذ بداية الحرب.
في 6 نوفمبر تم نزع سلاح المضيق. وفي اليوم التالي مرت قوات الاحتلال عبر جناق قلعة. وفي 13 نوفمبر 1918 جاء أسطول مكون من 61 سفينة حربية تابعة لقوات الحلفاء ورسو أمام إسطنبول، معتمداً على السلطة الممنوحة لهم بموجب شروط الهدنة. كان هناك 15 سفينة حربية و 11 طرادات و 29 مدمرة و 6 غواصات في هذه البحرية. وفي نفس اليوم دخلت 11 سفينة حربية يونانية أخرى إلى مضيق البوسفور، وزاد العدد الإجمالي للسفن إلى 73 وبجنود مجموعهم 50,000 جندي. في 13 نوفمبر تم إنزال 3626 جنديًا من أسطول الوفاق، بما في ذلك 2616 جنديًا بريطانيًا و 540 جنديًا فرنسيًا و 470 جنديًا إيطاليًا في إسطنبول. وفي 14 نوفمبر احتلّت القوات الفرنسية اليونانية المشتركة مدينة أوزون كوبرو في تراقيا الشرقية وكذلك محور السكك الحديدية وصولًا إلى محطة قطار حميدكوي بالقرب من جتالجة على مشارف إسطنبول. ثم شنّ الحلفاء موجةً من عمليات الاستيلاء في الأشهر التالية. ففي 1 ديسمبر احتلت القوات البريطانية المتمركزة في سوريا مدينة كلّس ومرعش وأورفة والبيرة. وفي ديسمبر بدأت القوات الفرنسية في الاستيلاء على الأراضي العثمانية، ومنها مدن أنطاكيا ومرسين وطرسوس وجيحان وأضنة وعثمانية وإصلاحية. بينما أرسلت القوات الفرنسية قواتها بزوارقها الحربية إلى موانئ البحر الأسود في زونغولداق وكارادينيز إيرغلي التي تعد منطقة كبرى لتعدين الفحم في تركيا. بدأت المقاومة للاحتلال في دورتيول ضد الفرنسيين في 19 ديسمبر 1918 عقب إجراءات اتخذها محمد جافوش (الرقيب محمد).

### المفاوضات لتقسيم الدولة العثمانية
عُقِد في 19 يناير 1919 أول اجتماعات مؤتمر باريس للسلام، وهو اجتماع للدول الحليفة التي وضعت شروط السلام لدول المركز المهزومة، ومنهم الدولة العثمانية. وأُنشئت ‹‹لجنة الحلفاء المعنية بالولايات في تركيا›› وهي هيئة خاصة لمؤتمر باريس لمتابعة المعاهدات السريّة التي وقّعت عليها الأطراف بين 1915 و1917. ومن بين الأهداف إقامة الإمبراطورية اليونانية الجديدة القائمة على فكرة ميغالي. هذا ما وعد به رئيس الوزراء البريطاني ديفيد لويد جورج لرئيس وزراء اليونان إلفثيريوس فينيزيلوس. وسعت إيطاليا إلى السيطرة على الجزء الجنوبي من الأناضول بموجب اتفاقية سانت جان دي مورين. من المتوقع أن تمارس فرنسا سيطرتها على هاتاي ولبنان وسوريا، كما أرادت السيطرة على جزء من جنوب شرق الأناضول بناءً على اتفاقية سايكس بيكو. وقّعت فرنسا على الاتفاقية الفرنسية الأرمينية ووعدت بإقامة دولة أرمينية في منطقة البحر المتوسط مقابل تشكيل الفيلق الأرميني الفرنسي.
في مؤتمر باريس للسلام، اشتدت المطالبات لغرب الأناضول بين الوفدي اليونان وإيطاليا مما حدا باليونان إلى إنزال بارجة بحرية في إزمير، فانسحب الوفد الإيطالي من محادثات السلام. وفي 30 أبريل استجابت إيطاليا للفكرة المحتملة للدمج اليوناني لغرب الأناضول بإرسال سفينة حربية إلى إزمير كعرض للقوة ضد الحملة اليونانية. كما نزلت قوة إيطالية كبيرة في أنطاليا. مع غياب الوفد الإيطالي عن محادثات باريس للسلام، تمكنت بريطانيا من التأثير على فرنسا لصالح اليونان، وبعدها سمح المؤتمر بإنزال القوات اليونانية على أراضي الأناضول. وفي أوائل مايو 1919 أجل المؤتمر إعلان معاهدة السلام التركية إلى أجل غير محدد.

### الإنزال اليوناني في إزمير

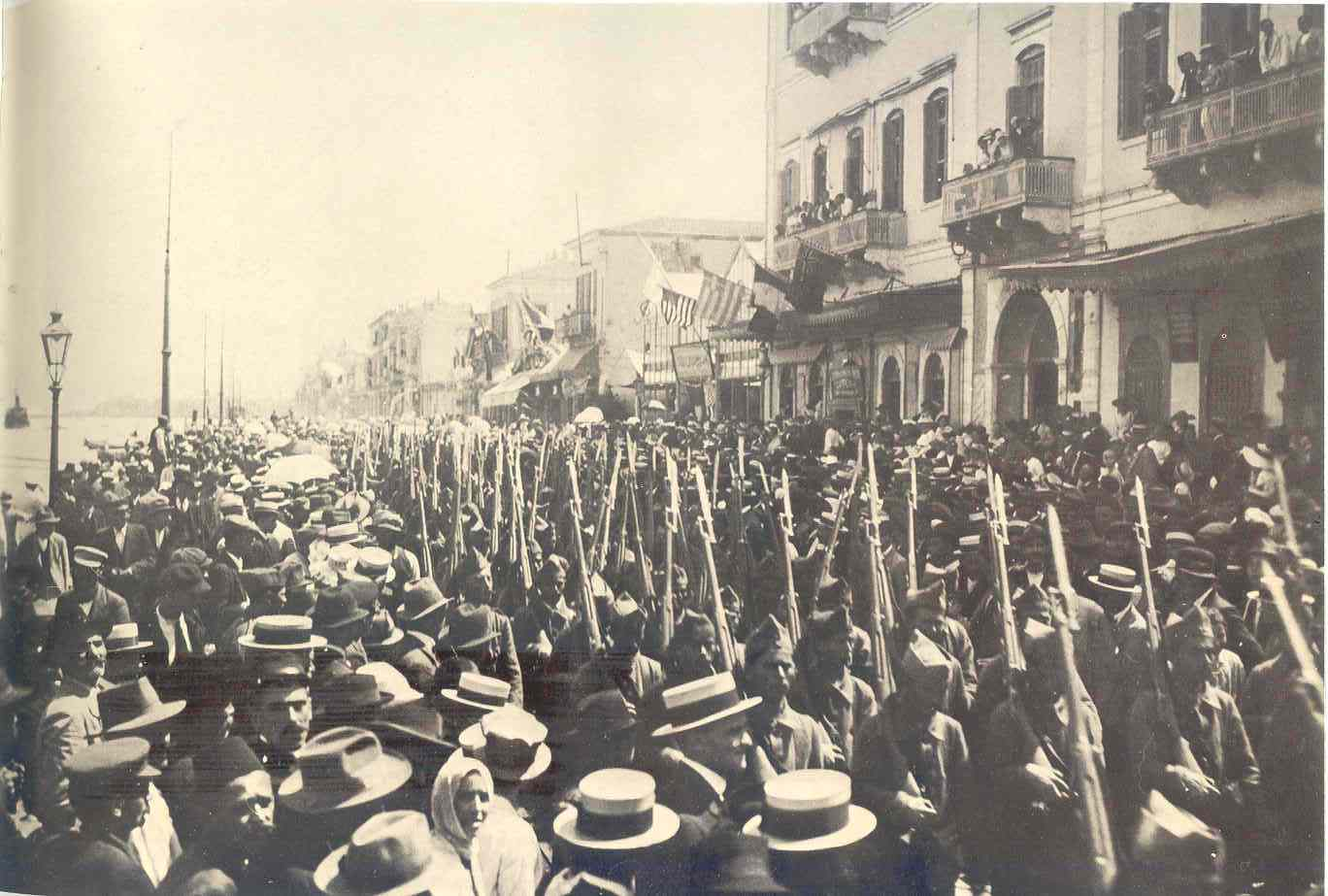
قوات يونانية تستعرض في شارع إزمير الساحلي، مايو 1919.

تم طرح فكرة احتلال إزمير في منتصف فبراير 1919 من رئيس وزراء المملكة المتحدة لويد جورج بناءً على اقتراح رئيس وزراء اليونان فينيزيلوس. جاء احتلال إزمير بقرار من مؤتمر باريس للسلام بعد الحرب العالمية الأولى. عارض الرئيس الأمريكي ويلسون بشدة هذا الاقتراح في البداية. ومع ذلك فقد تبنى موقفًا أكثر مرونة في حادثة 25 مارس. في 7 مايو وافقت المملكة المتحدة والولايات المتحدة وفرنسا على إرسال البحرية اليونانية إلى إزمير.
ثم بدأت الحملة اليونانية لغرب الأناضول في 15 مايو 1919، حيث نزلت القوات اليونانية في إزمير. علم الجيش العثماني في إزمير بالاحتلال قبل يوم واحد، لذلك ظلت القوات العثمانية في المنطقة غير نشطة واستسلمت لليونانيين. ويتميّز هذا اليوم لدى السكان المسلمين في المدينة، بإطلاق حسن تحسين ‹‹الرصاصة الأولى›› على حامل العلم اليوناني الذي كان على مقدمة القوات اليونانية، واغتيال العقيد فتحي بك بحربة عقب رفضه الصياح «زيتو فينيزيلوس» وتعني «عاش فينيزيلوس» وقتل وجرح الجنود الأتراك العُزّل في الثكنة الرئيسية للمدينة، وكذلك قتل ما يتراوح عدده 300 و400 من المدنيين. ثم  تحركت القوات اليونانية من إزمير إلى بلدات في شبه جزيرة كارابورون مثل سلجوق التي تقع على بعد مائة كيلومتر جنوب إزمير في موقع رئيسي يشرف على وادي نهر كوجوك مندريس الخصب، وإلى مينمين باتجاه الشمال. اختار العديد من الجنود العثمانيين في إزمير الانضمام إلى الحركة التركية الوطنية الناشئة. في غضون ذلك شكلت مجموعات من اليونانيين العثمانيين ميليشيات قومية يونانية داخل الحدود العثمانية.
وإلى جانب مدينة إزمير وآيوالق، تم أيضا احتلال الساحل بين المدينتين وشبه جزيرة تشيشمي والمناطق النائية من إزمير حتى بلكاف. بعد افتتاح الجمعية الوطنية الكبرى في أنقرة يوم 23 أبريل 1920، تحرك الجيش اليوناني من إزمير واحتل مدن مانيسا وأوشاك ودنيزلي وبالق أسير وحتى بورصة التي كان من المفروض خضوعها للحكم الإيطالي بموجب معاهدة سيفر. لهذا السبب دعمت إيطاليا التي تنازعت مع اليونان، حكومة أنقرة وقدمت المساعدة العسكرية خلال حرب الاستقلال بعد هذا الغزو.

## تنظيم الحركة الوطنية التركية: مايو 1919 - يناير 1920

### مشاكل التسريح

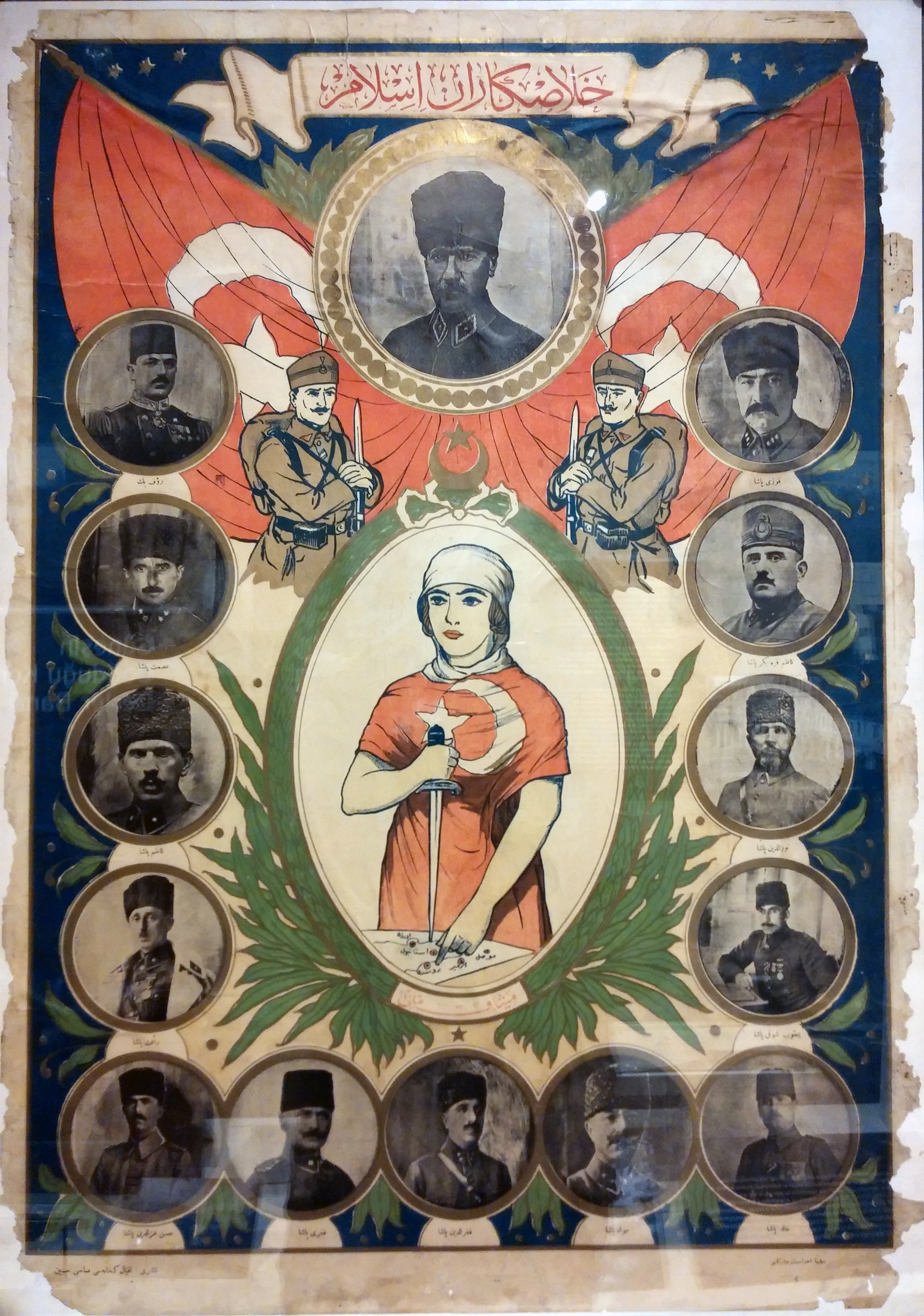
الملصق الدعائي لحرب الاستقلال طبع في سامسون.

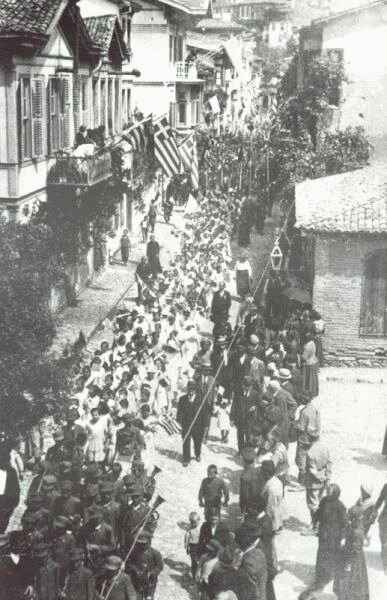
دخول الجيش اليوناني إلى بانورموس (باندرمة) سنة 1919

واصل الحلفاء احتلالهم مناطق في السلطنة العثمانية على الرغم من الهدنة، لذا بدأ القادة العثمانيون في رفض التسريح والاستعداد لتجديد الصراع. 
وكانت الموصل ومحيطها لا تزال تحت سيطرة القوات التركية بقيادة علي إحسان سابيس باشا. فطالبته القوات البريطانية بمغادرة الموصل بدعوى أن المدنيين المسيحيين في الموصل وزاخو يقتلون بشكل جماعي. رفض علي إحسان سابيس باشا هذا الطلب، وبعد أن أعطت حكومة إسطنبول أوامر: «غادروا الموصل وانسحبوا إلى نصيبين». دخل جنود بريطانيون الموصل دون مقاومة. أما على الجبهتين السورية والدمشقية انسحبت مجموعة جيوش يلدريم بقيادة مصطفى كمال إلى أضنة ومنطقة قيليقية لتجنب المزيد من الخسائر، بعد قطع خطوط إمداد السكك الحديدية. ثم جاءت الأوامر من إسطنبول إلى مصطفى كمال باشا لمغادرة منطقة تشوكوروفا، إلا أن كمال باشا لم يخلي أضنة وقاوم الأمر، قائلاً إن الأمر غير قانوني بموجب شروط الهدنة في برقياته مع وزارة الحرب. ولما استدعته وزارة الحرب قام بتوزيع بعض أسلحة الجيش على الأهالي لمنعها من الوقوع في أيدي العدو. تم نقل بعض الأسلحة إلى الجبهة الشرقية الأكثر أمانًا من قبل أعضاء تشكيلات مخصوصة لاستخدامها في مقاومة العدو في الأناضول. وشارك العديد من المسؤولين العثمانيين في جهود لإخفاء عن سلطات الاحتلال تفاصيل حركة الاستقلال المزدهرة المنتشرة في جميع أنحاء الأناضول. تم تهريب الذخائر التي صادرها الحلفاء سراً من القسطنطينية إلى وسط الأناضول بالإضافة إلى الضباط العثمانيين الحريصين على مقاومة أي تقسيم للأراضي العثمانية. جرت تلك العمليات من خلال تنظيم كاراكول السري (بالتركية: Karakol Cemiyeti)‏ لإحباط مطالب الحلفاء من خلال المقاومة السلبية والفاعلة.
بعد ذهاب مصطفى كمال باشا إلى إسطنبول، تولى علي فؤاد باشا قيادة الجيش العشرين، وبدأ بالاستعداد لحرب الاستقلال بنقل جيشه وعتاده إلى قونية أولاً ثم إلى أنقرة لجمع المقاومة مثل مجموعة شركس إيثم [الإنجليزية] الشركسية. وفي غضون ذلك امتنع كاظم قرة بكر باشا عن تسريح فيلقه الخامس عشر، وأبقاه جاهزًا للحرب في أرضروم. وبدأ القادة الآخرون في رفض أوامر الحكومة العثمانية وقوى الحلفاء. وبتشجيع من قرة بكر وإدموند اللنبي عيّن السلطان مصطفى كمال باشا مفتشًا للمفتشية التاسعة لقوات الجيش لإعادة تنظيم ما تبقى من الوحدات العسكرية العثمانية وتحسين الأمن الداخلي في 30 أبريل 1919. وقد رفض كمال باشا قبلها أن يصبح قائدًا للجيش السادس الذي يتخذ من نصيبين مقراً له. ووفقًا للورد كينروس فقد أصبح مصطفى كمال باشا من خلال التلاعب ومساعدة الأصدقاء والمتعاطفين مفتشًا لجميع القوات العثمانية في الأناضول تقريبًا، ومكلفًا بالإشراف على عملية حل القوات العثمانية المتبقية. غادر هو وطاقمه الذي اختاره بعناية إسطنبول على متن الباخرة القديمة إس إس بانديرما مساء يوم 16 مايو 1919 متوجهًا نحو سامسون.

### مصطفى كمال في سامسون
وصل مصطفى كمال باشا وزملاؤه إلى سامسون في 19 مايو، وكانت القوات البريطانية موجودة في المدينة، وكان ممثلي كمال الذين لا يزالون يحتفظون بعلاقات ودية معهم. إلى جانب ذلك أكد الصدر الأعظم دامات فريد باشا على ولاء الجيوش للحكومة الجديدة في الأستانة. قام كمال بتوعية سكان سامسون بعمليات الإنزال اليونانية والإيطالية، وعقد اجتماعات جماهيرية (بينما ظل حذرًا) وبفضل شبكة التلغراف الممتازة أجرى اتصالات سريعة مع وحدات الجيش في الأناضول وبدأ في تكوين روابط مع مجموعات قومية مختلفة. أرسل برقيات احتجاج إلى السفارات الأجنبية ووزارة الحرب حول التعزيزات البريطانية في المنطقة ومساعدتهم لعصابات من قطاع الطرق اليونانيين. وفي يوم 23 مايو 1919 جرت مظاهرات ساحة السلطان أحمد [الإنجليزية]، وهي أضخم عصيان مدني في التاريخ التركي في ذلك الوقت. بعد أسبوع في سامسون انتقل مصطفى كمال باشا وطاقمه إلى حوضة في 24 مايو، حيث أظهر كمال باشا علم المقاومة لأول مرة. وفي نفس اليوم غادر الأستانة حسين رؤوف أورباي الذي أصبح قائدًا عسكريًا مهمًا للحركة القومية التركية.

### تعميم أماسيا
كتب مصطفى كمال باشا في مذكراته أنه بحاجة إلى دعم وطني لتبرير المقاومة المسلحة ضد احتلال الحلفاء. إن أهمية منصبه ومكانته «بطل الشعب» بعد حملة جاليبولي ولقبه «القائد الفخري لحضرة السلطان» أعطاه بعض الدعم، ولكنه لم يكن هذا كافياً لإقناع الجميع. وبينما كان منشغلاً رسمياً بنزع سلاح الجيش فقد زاد من اتصالاته المختلفة من أجل بناء زخم لحركته. فالتقى بقرة بكر وفؤاد ورفعت بيه قادة أهم الوحدات العسكرية في الأناضول ورؤوف بك الذي تم تكليفه بالحفاظ على النظام في منطقة بحر إيجة يوم 21 يونيو 1919. فأعلن الاجتماع عن منشور أو تعميم أماسيا (22 يونيو 1919)، حيث تم توزيعه على سلطات المقاطعات العثمانية عبر التلغراف، مذكرا بأن وحدة واستقلال الأمة في خطر، وأن الحكومة العثمانية في إسطنبول لم تعد تضع المصالح الوطنية التركية في الاعتبار. وأكد على أن الاستقلال الوطني لا يمكن تحقيقه إلا بحزم وإرادة الأمة، وإلى حركة مقاومة وطنية مختارة. وأعلن أنه كان من المقرر عقد مؤتمر في أرضروم بين 6 مقاطعات شرقية أولاً، ثم يعقد مؤتمر آخر في سيواس حيث يمكن لكل مقاطعة إرسال مندوبيها.
في 23 يونيو أرسل المفوض السامي الأدميرال كالثورب إدراكًا منه لأهمية الأنشطة مصطفى كمال السرية في الأناضول، تقريرًا عنه إلى وزارة الخارجية. ولكن قلل جورج كيدزون من القسم الشرقي من أهمية ملاحظاته. وقد حذر الكابتن هيرست من قوة الاحتلال البريطاني في سامسون الأدميرال كالثورب مرة أخرى، ولكن استبدلت وحدات هيرست بلواء الجورخا. عندما هبط البريطانيون في الإسكندرونة، استقال الأدميرال كالثورب على أساس أن هذا كان ضد الهدنة التي وقعها وتم تعيينه في منصب آخر في 5 أغسطس 1919. أثار تحرك الوحدات البريطانية قلق سكان المنطقة وأقتنع السكان أن مصطفى كمال كان على حق.

### الدعم من خلال المؤتمرات
في 2 يوليو تلقى مصطفى كمال باشا برقية من السلطان تطلب منه التوقف عن أنشطته في الأناضول والعودة إلى العاصمة. كان مصطفى كمال في إرزنجان ولم يرغب في العودة إلى إسطنبول خوفًا من أن يكون لدى السلطات الأجنبية مخططات له تتجاوز خطط السلطان. شعر أن أفضل مسار بالنسبة له هو إعلان إجازة لمدة شهرين.

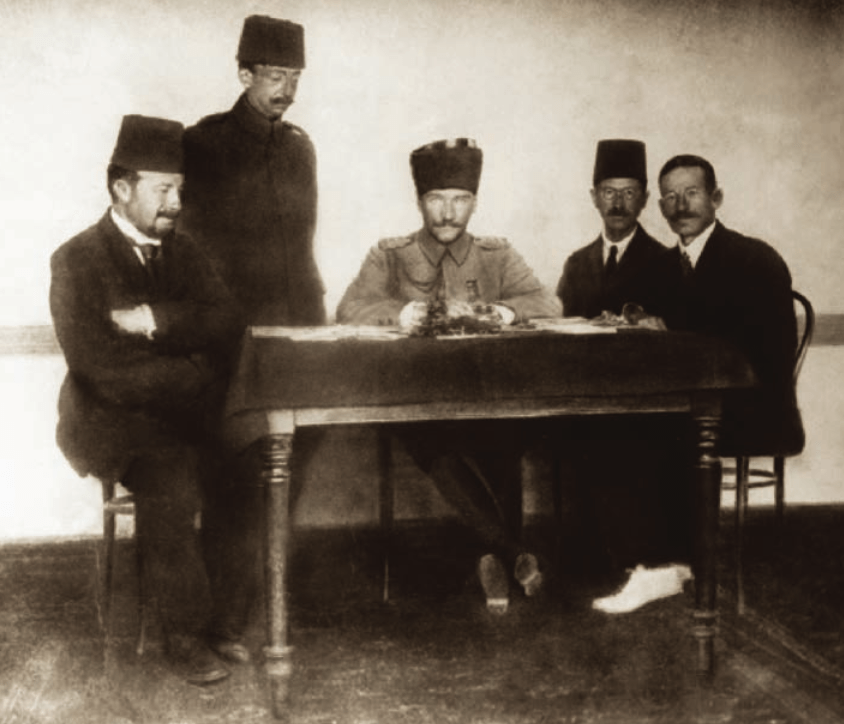
مصطفى كمال ورفاقه في مؤتمر أرضروم (5 يوليو 1919)

عقد مؤتمر أرضروم في يوليو كاجتماع لمندوبين من 6 مقاطعات شرق الأناضول. تقرر هناك أنه لا ينبغي التنازل عن المقاطعات الشرقية لأرمينيا، على الرغم من عدم استبعاد فكرة الانتداب الأمريكي. تمت صياغة الميثاق الوطني أيضًا في أرضروم، والتي حددت أن المناطق التي تسكنها الأغلبية التركية هي مناطق أساسية للدولة العثمانية، ويجب أن تجري المناطق ذات الأغلبية غير التركية استفتاءات عامة على الاستقلال. كما تم إنشاء لجنة التمثيل كهيئة تنفيذية مؤقتة مقرها الأناضول ويرأسها مصطفى كمال.
بعد مؤتمر أرضروم انتقلت لجنة التمثيل إلى سيواس، ووفقًا لمنشور أماسيا عُقد مؤتمر مع مندوبين من جميع المقاطعات العثمانية هناك في سبتمبر. وحد مؤتمر سيواس منظمات المقاومة الإقليمية المختلفة المعروفة في منظمة سياسية موحدة: جمعية الدفاع عن الحقوق الوطنية في الأناضول وروميليا برئاسة مصطفى كمال. أدت مؤامرة من قبل الحاكم العثماني الموالي لاعتقال مصطفى كمال إلى قطع كل العلاقات مع الحكومة العثمانية حتى إجراء انتخابات جديدة في مجلس النواب العثماني. وفي 16 أكتوبر 1919 أرسل الصدر الأعظم علي رضا باشا وزير البحرية صالح خلوصي باشا للتفاوض مع الحركة الوطنية التركية. التقى خلوصي باشا ومصطفى كمال في أماسيا، نفس المدينة التي وزع فيها كمال التعميم قبل أشهر. كان هدف مصطفى كمال هو كسب الحكومة العثمانية في مقاومة وطنية، وبالتالي كان من الضروري التوصل إلى اتفاق بين الحكومة العثمانية ومقرها إسطنبول ولجنة التمثيل في سيواس. تم الاتفاق في بروتوكول أماسيا اللاحق على أن يدعو البرلمان العثماني لإجراء انتخابات ويجتمع خارج القسطنطينية لتمرير القرارات الصادرة في مؤتمر سيواس ومنها الميثاق الوطني.
في ديسمبر 1919 أجريت انتخابات للبرلمان العثماني قاطعها اليونانيون والأرمن وأعضاء الحرية والائتلاف، مما أدى إلى سيطرة مجموعة مؤيدة لجمعية الدفاع عن حقوق الوطنية تسمى فلاح الوطن. على الرغم من انتخاب مصطفى كمال نائباً عن أرضروم، إلا أنه توقع ألا يقبل الحلفاء تقرير هاربورد ولا يحترموا حصانته البرلمانية إذا ذهب إلى العاصمة العثمانية، ومن ثم بقي في الأناضول. نقل مصطفى كمال عاصمة اللجنة التمثيلية من سيواس إلى أنقرة حتى يتمكن من التواصل مع أكبر عدد ممكن من النواب أثناء سفرهم إلى إسطنبول لحضور البرلمان. كما أنشأ صحيفة حاكمية ملية (السيادة الوطنية)، للتحدث باسم الحركة في كل من تركيا والعالم الخارجي (10 يناير 1920).
على الرغم من أن علي رضا باشا دعا إلى الانتخابات وفقًا لبروتوكول أماسيا للحفاظ على الوحدة بين الحكومتين العثمانية وأنقرة، إلا أنه كان متسرعًا للغاية في التفكير في أن برلمانه يمكن أن يجلب له الشرعية. كان البرلمان العثماني في ظل الكتيبة البريطانية المتمركزة في القسطنطينية وأي قرارات من قبل البرلمان يجب أن يكون لها توقيع كل من علي رضا باشا والقائد البريطاني الضابط. أصبح علي رضا باشا وحكومته صوت الحلفاء. كانت القوانين الوحيدة التي تم تمريرها هي تلك التي قبلها البريطانيون أو أمروا بها تحديدًا.

## الصراع على الاختصاص: يناير 1920 - يناير 1921

### آخر برلمان عثماني

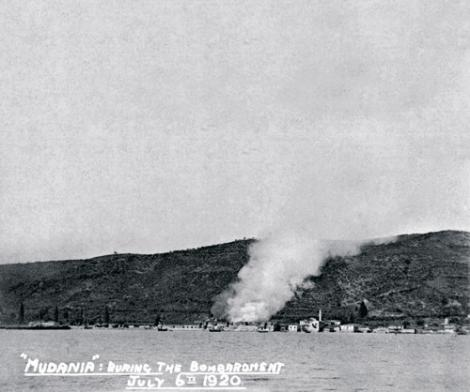
حريق ناتج عن القصف البريطاني في مودانيا (6 يوليو 1920)

في 12 يناير 1920 انعقدت الجلسة الأخيرة لمجلس النواب العثماني في العاصمة. فتقديم خطاب السلطان أولاً، ثم برقية من مصطفى كمال تظهر ادعائه بأن الحكومة الشرعية لتركيا هي في أنقرة باسم لجنة النواب.
عمل فلاح وطن على الاعتراف بالقرارات المتخذة في مؤتمر أرضروم ومؤتمر سيواس. بدأ البريطانيون في الشعور بأن الحكومة العثمانية المنتخبة أصبحت أقل تعاونًا مع الحلفاء ولديها عقلية مستقلة، وأنها لم تكن تفعل كل ما في وسعها لقمع القوميين.
في 28 يناير اجتمع النواب سرا لتمرير الميثاق الوطني. كما تم تقديم مقترحات لانتخاب مصطفى كمال رئيسًا لها، ولكن تم تأجيل ذلك بسبب المعرفة المؤكدة بأن البريطانيين سيفسدون المجلس. سيقومون بحل مجلس النواب بقوة لتمريره الميثاق الوطني على أي حال. تبنى هذا الاتفاق ستة مبادئ: الدعوة إلى تقرير المصير، وأمن العاصمة، وفتح المضائق، وكذلك إلغاء التنازلات. في الواقع عزز الميثاق الوطني المفاهيم القومية التي تعارضت مع خطط الحلفاء.

### الانتقال من احتلال واقع إلى احتلال قانوني
دفعت الحركة الوطنية «التي أقنعت مجلس النواب العثماني بإعلان الميثاق الوطني ضد الحلفاء المحتلين» الحكومة البريطانية إلى اتخاذ إجراءات لوضع حد لآمال القومية التركية. فقرروا إخضاع تركيا بشكل منهجي لسيطرتهم. كانت الخطة تهدف إلى تفكيك مؤسسات الحكومة التركية، بدءًا من إسطنبول والانتقال إلى عمق الأناضول. كان يُنظر إلى حركة مصطفى كمال الوطنية على أنها المشكلة الرئيسية. فوضعت وزارة الخارجية خطة مماثلة استخدمتها في السابق لإدارة الثورة العربية. لكن هذه المرة ستوجه الموارد إلى أمراء الحرب مثل أحمد أنزافور. كان من المقرر وضع الأناضول تحت سيطرة الحكومات المسيحية. هدفت هذه السياسة إلى تفكيك السلطة في الأناضول من خلال فصل السلطان وحكومته وتأليب المسيحيين (اليونان وجمهورية أرمينيا وأرمن قيليقية) ضد المسلمين.

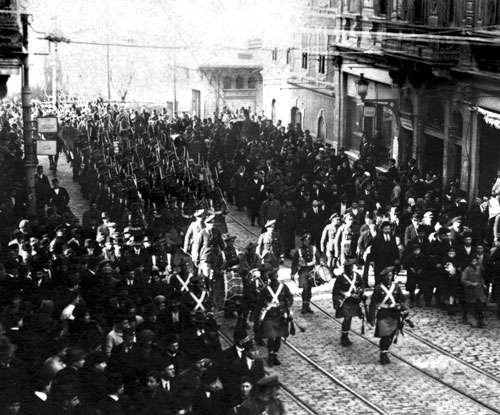
احتلال الحلفاء لإسطنبول

في ليلة 15 مارس بدأت القوات البريطانية باحتلال المباني الرئيسية واعتقال القوميين الأتراك. كانت هناك مقاومة في مدرسة الموسيقى العسكرية. مات ما لا يقل عن عشرة طلاب ولكن حصيلة القتلى الرسمية غير معروفة. اعتقل البريطانيون قادة الحركة الوطنية التركية من مؤيدي كمال والعديد من النقابيين السابقين. وجرى نقلهم إلى مالطا، حيث اشتهروا باسم منفيي مالطا.
كان مصطفى كمال مستعدًا لتلك الخطوة. وحذر كل التنظيمات القومية من صدور تصريحات مضللة من العاصمة. وحذر من أن الطريقة الوحيدة لوقف البريطانيين هي تنظيم الاحتجاجات. وقال إن «الأمة التركية اليوم مدعوة للدفاع عن قدرتها على الحضارة، وحقها في الحياة والاستقلال - ومستقبلها بأكمله». كان مصطفى كمال على دراية واسعة بالثورة العربية والتدخل البريطاني. تمكن من البقاء متقدمًا بخطوة على وزارة الخارجية البريطانية. هذا - بالإضافة إلى قدراته الأخرى - أعطى مصطفى كمال سلطة كبيرة بين الثوار.
وفي 18 مارس أعلن مجلس النواب أنه من غير المقبول اعتقال خمسة من أعضائه وحل نفسه بنفسه. أكد محمد السادس ذلك وأعلن نهاية الملكية الدستورية الثانية والعودة إلى الحكم المطلق. استعراض البريطانيين لقوتهم جعل من السلطان دمية لهم وأنه السلطة السياسية الوحيدة لهم. فقد اعتمد السلطان على القوة البريطانية للاحتفاظ بما تبقى من السلطنة. إلا أن ذلك قد أعطى مصطفى كمال الشرعية ليكون الزعيم الفعلي للمقاومة الوطنية ضد دول الحلفاء.
بإغلاق مجلس النواب المنتخب وانتهاء الدستور واحتلال العاصمة؛ فلم يتبقى للحكومة سوى السلطان ومجلس وزرائه ومجلس أعيانه المعين.

### إشهار الجمعية الوطنية الكبرى
أدت الإجراءات القوية التي اتخذتها الحكومة العثمانية ضد القوميين إلى خلق مرحلة جديدة متميزة من الصراع. أرسل مصطفى كمال مذكرة إلى المحافظين وقادة الجيوش، يطلب منهم إجراء انتخابات لتوفير مندوبين للجمعية الوطنية الكبرى، التي ستنعقد في أنقرة. ناشد مصطفى كمال العالم الإسلامي طالبًا المساعدة للتأكد من أن الجميع يعرفون أنه لا يزال يقاتل باسم السلطان الذي هو أيضًا الخليفة. صرح أنه يريد تحرير الخليفة من الحلفاء. تم وضع خطط لتنظيم حكومة وبرلمان جديدين في أنقرة ثم مطالبة السلطان بقبول سلطتها.

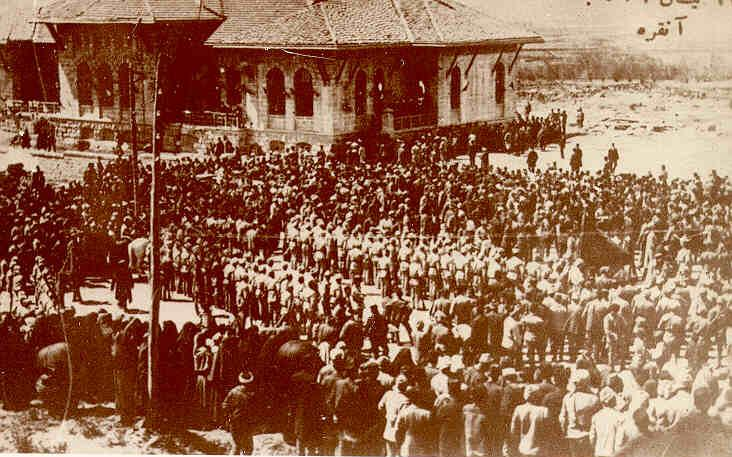
افتتاح الجمعية الوطنية الكبرى

انتقل طوفان من المؤيدين إلى أنقرة قبل مجيء فخاخ الحلفاء. وكان من بينهم خالدة أديب وعدنان أديوار وعصمت إينونو وفوزي باشا وكثير من حلفاء مصطفى كمال في وزارة الحرب وجلال الدين عارف رئيس البرلمان العثماني المغلق. وترك جلال الدين عارف للعاصمة ذا أهمية كبيرة، حيث أعلن أن البرلمان العثماني قد حُل بشكل غير قانوني. وأن الهدنة لم تمنح للحلفاء سلطة حل البرلمان العثماني، كما أن الدستور لم يمنح للسلطان سلطة القيام بذلك، لمنع ما فعله عبد الحميد الثاني سنوات 1878 و 1909.
تمكن حوالي 100 عضو من أعضاء البرلمان العثماني من الفرار من اعتقالات الحلفاء وانضموا إلى 190 نائبًا تم انتخابهم في جميع أنحاء البلاد من قبل مجموعة المقاومة الوطنية. وفي مارس 1920 أعلن الثوار الأتراك أن الأمة التركية تؤسس برلمانها الخاص في أنقرة المعروف باسم الجمعية الوطنية الكبرى، وأن حكومتها قد تولت السلطات الكاملة. وفي 23 أبريل اجتمعت الجمعية الوطنية الكبرى الجديدة لأول مرة في أنقرة برئاسة مصطفى كمال والذي هو رئيس وزرائها أيضا وعصمت باشا رئيسًا لهيئة الأركان العامة. سيطرت جمعية الدفاع عن الحقوق الوطنية على البرلمان. اعتبارًا من هذا التاريخ اقتصر نفوذ حكومة إسطنبول على مدينة إسطنبول ومحيطها، بينما تولت الجمعية والحكومة المشكلة في أنقرة إدارة الأمر الواقع لتركيا. وهذا العمل كانت له سابقة في السياسة العثمانية، فقبل 11 عامًا فقط أنشأ طلعت باشا برلمانًا مضادًا في آيا ستيفانوس (يشيلكوي) عندما ثار أتباع السلطان في الأستانة وسيطروا على الحكومة في حادثة 31 مارس. ولكن ثورتهم سحقت وخُلع عبد الحميد الثاني.
على أمل تقويض تلك الحركة الوطنية، أصدر محمد السادس فتوى (رأي شرعي) من شيخ الإسلام بأن الثوار الأتراك كفار، ودعا إلى قتل قادتها. نصت الفتوى على أنه لا ينبغي للمؤمنين الحقيقيين أن يتماشوا مع الحركة القومية (المتمردة). فرد عليه مفتي أنقرة رفعت بوريكجي بفتوى معارضة يدافع عن الحركة القومية، وأن حكومة فريد باشا في العاصمة واقعة تحت سيطرة الوفاق. جاء في هذا النص أن هدف الحركة القومية هو تحرير السلطنة والخلافة من أعدائها. رداً على هجر العديد من الشخصيات البارزة للحركة القومية، أمر دامات فريد بالحكم غيابياً على خالدة أديب وعلي فؤاد ومصطفى كمال بالإعدام بتهمة الخيانة.

حدود الدولة العثمانية وفقًا لمعاهدة سيفر (1920) التي ألغتها معاهدة لوزان سنة 1923

### معاهدة سيفر
طلب فينيزيلوس المتشائم من الوضع المتدهور بسرعة في الأناضول من الحلفاء صياغة معاهدة سلام على أساس فكرة توقف القتال. وأكد محمد السادس توقيع فريد باشا على معاهدة سيفر في أغسطس 1920. وأكد أن الولايات العربية للسلطنة ستُمنح لبريطانيا وفرنسا في شكل انتداب من عصبة الأمم، بينما يتم تقسيم الأناضول بين اليونان وإيطاليا، وسوريا منتدبة فرنسيا والعراق تحت الانتداب البريطاني ومعها جورجيا. وتصبح أرمينيا تحت الانتداب الأمريكي. أما العاصمة إسطنبول ومعها الدردنيل فهي تحت سيطرة العصبة الدولية، في حين أن السلطنة العثمانية ستصبح دولة مهلهلة ومقرها شمال الأناضول.
ومع ذلك فإن المعاهدة لم تدخل حيز التنفيذ. بينما وقع الحلفاء على المعاهدة إلا أن الحكومة العثمانية واليونان لم تصادق عليها. على الرغم من توقيع فريد باشا على المعاهدة، فقد رفض مجلس الشيوخ العثماني التصديق عليها، وهو مجلس ضم مقاعد عينهم السلطان، مما يدل على نفوذ حركة كمال في الحكومة العثمانية. في غضون ذلك لم ترض اليونان حول الحدود المرسومة.

### دستور عام 1921
ردت حكومة الحركة الوطنية بقيادة مصطفى كمال على معاهدة سيفر بإصدار دستور جديد في يناير 1921. وقد كرس الدستور الناتج مبدأ السيادة الشعبية. وأن السلطة لا تنبع من سلطان غير المنتخب، بل من الشعب التركي الذي ينتخب حكومات تمثل مصالحه. أصبحت هذه الوثيقة الأساس القانوني لحرب الاستقلال من قبل حكومة الحركة الوطنية، لأن توقيع السلطان على معاهدة سيفر هو غير دستوري لأن منصبه لم يتم انتخابه. في حين أن الدستور لم يحدد دور السلطان في المستقبل، إلا أن الوثيقة أعطت كمال المزيد من الشرعية في نظر الأتراك لمقاومة مبررة ضد الحكومة العثمانية.

## الميليشيات المتصارعة

### قوا مليه
كان مفهوماً أن جمعية الاتحاد والترقي قد نظمت حركة مقاومة ما بعد الحرب في الأناضول وروميليا من خلال منظمة تشكيلات مخصوصة السرية. كان الغرض من المقاومة هو محاربة ومنع إعطاء المقاطعات الشرقية للأرمن، ومنطقة إيجة لليونانيين ومنطقة أضنة لسوريا التي تحت السيطرة الفرنسية. وفوق ذلك كانت تهدف إلى حماية الجماعات الموالية للاتحاد والترقي، التي اكتسبت ثروة كبيرة ونفوذًا محليًا خلال أساليب مختلفة خلال سنوات الحرب، ولمنع عودة المواطنين العثمانيين غير المسلمين الذين تم نفيهم أثناء الحرب، ومقاومة التدخل المحتمل من قبل دول الوفاق بسبب النزاعات التي قد تنشأ.
مع بداية 1919 دخلت بعض الجماعات المسلحة تحت اسم القوات الوطنية (بالتركية العثمانية: قوا ملّيه)‏ في حروب ضد اليونانيين في منطقتي بحر إيجة والبحر الأسود، وضد الأرمن في الجنوب الشرقي. تتألف معظم هذه المجموعات من قوات غير نظامية قوامها 50 إلى 200 فرد وكان يقودها أشخاص معروف بأنهم أعضاء في المنظمة تشكيلات مخصوصة.

### قوا انضباطية
كان للأناضول العديد من القوات المتنافسة على أراضيها: القوات البريطانية وقوات أحمد أنزافور وجيش السلطان وقوا مليه. جمع السلطان 4000 جندي ومعها قوا انضباطية (جيش الخلافة) لمقاومة القوميين. ثم وباستخدام أموال الحلفاء كون جيش آخر قوامه 2000 فرد من السكان غير المسلمين، نشرهم في البداية في إزنيق. وقد أرسلت حكومة السلطان قوات قوا انضباطية إلى الثوار لإثارة تعاطف معادي للثورة.
لم يكن البريطانيون متأكدين من مدى قوة هؤلاء المتمردين، لذا فقد قرروا استخدام قوات غير النظامية لمواجهة التمرد. فوزع القوميون قواتهم في جميع أنحاء تركيا، وتم إرسال العديد من الوحدات الصغيرة لمواجهتها. وكان في إزميد كتيبتان من الجيش البريطاني، وقادتهم موجودون على السفينة الحربية العثمانية يافوز. كان من المقرر استخدام هذه الوحدات لهزيمة الثوار بقيادة علي فؤاد سيبيسوي ورفعت بيلي.

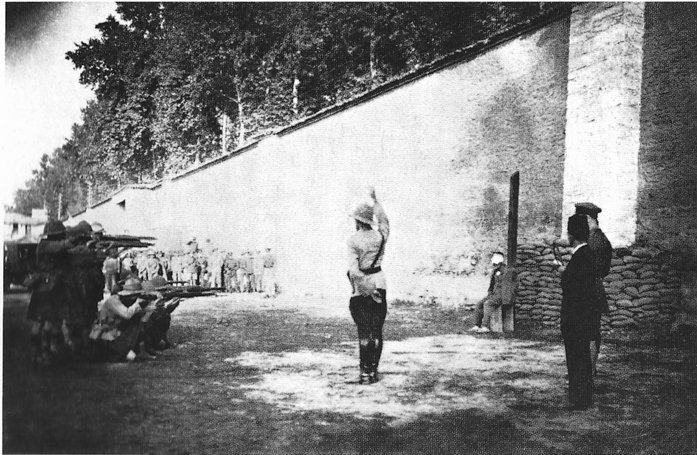
إعدام القوات البريطانية لأحد الكماليين في إزميد. (1920)

وقعت أول الاشتباكات يوم 13 أبريل 1920 في دوزجة نتيجة مباشرة لفتوى شيخ الإسلام. وفي 18 أبريل 1920 امتدت الاشتباكات إلى بولو، ثم إلى كرده يوم 20 أبريل 1920. وخلال شهر اجتاحت الحركة شمال غرب الأناضول. فمنحت الحكومة العثمانية وضعًا شبه رسمي للقوا الانضباطية ولعب أحمد أنزافور دورًا مهمًا في الانتفاضة. واجه كلا الجانبين بعضهما البعض في معركة ضارية بالقرب من إزميد في 14 يونيو. فاق عدد قوات أحمد أنزافور والوحدات البريطانية عدد الميليشيات. ولكن تحت هجوم عنيف ترك بعض الجنود قوا انضباطية وانضموا إلى صفوف المعارضة. كشف هذا أن السلطان لم يكن لديه دعم قوي من رجاله. في غضون ذلك انسحبت بقية هذه القوات خلف الخطوط البريطانية التي احتفظت بمواقعها.
فتحت القوات البريطانية النار على القوميين وقصفتهم من الجو خارج ازميد، مما أجبر المتمردين على التراجع. ولكن ذلك أدى إلى عواقب وخيمة، حيث ظهر الذعر في العاصمة. وطلب القائد البريطاني - الجنرال جورج ميلن - تعزيزات. أدى ذلك إلى دراسة لتحديد ما هو مطلوب لهزيمة القوميين الأتراك. خلص التقرير - الذي وقعه المشير فرديناند فوش - إلى أن 27 فرقة ستكون كافية، ولم يكن لدى البريطانيين 27 فرقة لمواجهة التمرد. كما أن نشر بهذا الحجم يمكن أن يكون له عواقب سياسية وخيمة في الوطن. كانت الحرب العالمية الأولى قد انتهت للتو، ولن يدعم الشعب البريطاني حملة عسكرية أخرى طويلة ومكلفة.
قبل البريطانيون حقيقة أنه لا يمكن مواجهة حركة قومية دون نشر قوات متسقة وجيدة التدريب. فقاموا في 25 يونيو بتفكيك تشكيلات قوا انضباطية بحجة رسمية أنه لا فائدة منهم. وأدركوا أن أفضل خيار للتغلب على هؤلاء القوميين الأتراك هو استخدام قوة تم اختبارها في المعركة وشرسة بما يكفي لمحاربة الأتراك على أراضيهم. لم يكن على البريطانيين أن ينظروا إلى أبعد من جار تركيا: اليونان.

## المساعدات الخارجية

### المساعدات السوفيتية

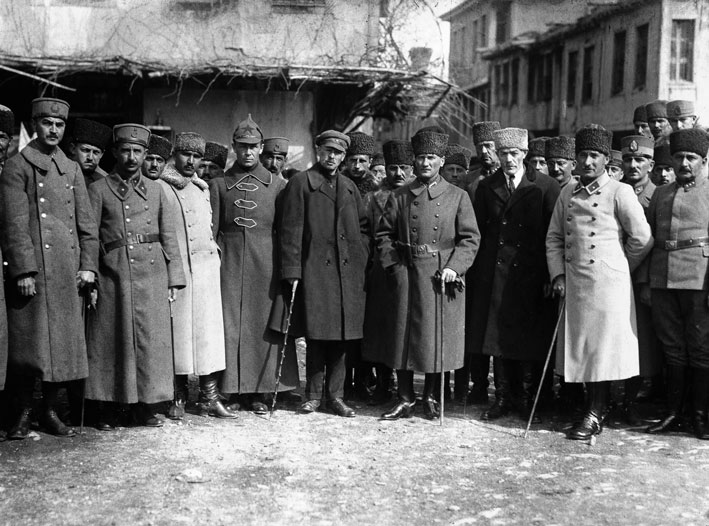
أتاتورك في استراحة شاي مع وفد من جمهورية روسيا السوفيتية في أفيون قره حصار خلال حرب الاستقلال. من اليسار إلى اليمين؛ رئيس أركان قيادة الجبهة الغربية عاصم قندوز وقائد الجبهة الغربية اللواء عصمت إينونو وممثل روسيا السوفيتية زفوناريف وسفير روسيا السوفيتية سيميون أرالوف وممثل أذربيجان السوفياتية إبراهيم إيبيلوف وقائد الجيش الأول علي إحسان صباح يوم 31 مارس 1922.

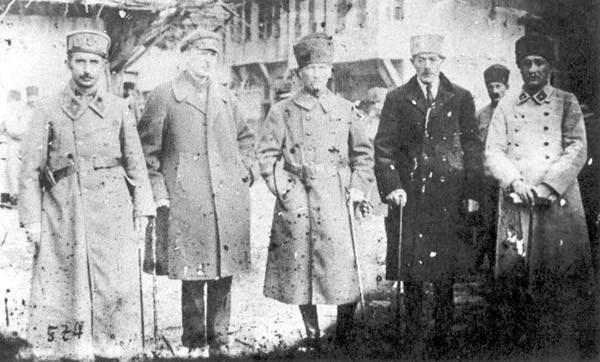
لعب إبراهيم إيبيلوف (الثاني من اليمين) ممثل جمهورية أذربيجان السوفياتية في تركيا دورًا مهمًا في دعم حكومة أنقرة في الحرب، وفي تعزيز العلاقات الودية بين أذربيجان وتركيا. وبمبادرته تم افتتاح قنصليات أذربيجان في مدينتي طرابزون وسامسون. وبفضل نشاطه الدبلوماسي المثمر ومشاركته المباشرة تم توقيع عدد من المعاهدات بين الجمهوريات السوفيتية وتركيا. ووقع إيبيلوف اتفاقيات موسكو وقارص في 1921، والتي شكلت أساس الحكم الذاتي لناختشيفان إلى جانب الدبلوماسي الآخر من ناختشفان بهبود آغا شاه تاتنسكي رئيس الوفد الأذري في المفاوضات السوفيتية التركية.

قبل إعلان أماسيا (22 يونيو 1919) التقى مصطفى كمال بوفد بلشفي برئاسة العقيد سيميون بوديوني. وقد أراد البلاشفة ضم أجزاء من القوقاز ومنها جمهورية أرمينيا الديمقراطية، التي كانت في السابق جزءًا من روسيا القيصرية. كما رأوا أن الجمهورية التركية هي دولة عازلة أو ربما حليف شيوعي. وكان الرد الرسمي لمصطفى كمال «أن مثل تلك الأسئلة يجب تأجيلها حتى تحقيق الاستقلال التركي». كان الحصول على هذا الدعم مهمًا للحركة الوطنية. وكان تأمين السلاح من الخارج هو الهدف الأول. لقد حصلوا عليها بالأساس من روسيا السوفيتية ومن إيطاليا وفرنسا. سمحت تلك الأسلحة - وخاصة الأسلحة السوفيتية - للأتراك بتكوين جيش فعال. رتبت معاهدتا موسكو وقارص (1921) الحدود بين تركيا وجمهوريات القوقاز التي يسيطر عليها الاتحاد السوفيتي، بينما كانت روسيا نفسها في حالة من الفوضى. وتستعد لتأسيس الاتحاد السوفياتي. تم التنازل عن ناختشيفان [الإنجليزية] وباطوم إلى الاتحاد السوفيتي المستقبلي. في المقابل حصل القوميون على الدعم والذهب. وللحصول على الموارد الموعودة كان على القوميين الانتظار حتى معركة سقاريا (أغسطس - سبتمبر 1921).
وكان خليل كوت باشا هو الشخص الذي نظم المساعدة من موسكو وقام بأول شحنة رسمية. فبعد أن هرب من سجنه في إسطنبول وقدم إلى سيواس، أرسله مصطفى كمال إلى أذربيجان عبر ناختشيفان. فالتقى هناك بوزير الخارجية تشيشيرين ونائبه ليف كراخان واقترح جبهة مناهضة للإمبريالية وطالب بمساعدة عسكرية ومالية. وبعد التشاور مع مفوض الحرب ليف كامينيف تم الاتفاق على توفير مليون ليرة ذهبية و 60 ألف بندقية و 108 مدفع ميداني و 12 مدفعية ثقيلة بشرط أن تظل سرية. وقد تأخرت وصول المساعدات بسبب أنشطة نوري (كيليجيل) باي (الأخ غير الشقيق لأنور باشا) في أذربيجان، إلا أن لجنة المساعدة شرعت بعملها في 2 يوليو 1919. وحمل الوفد 500 كيلوغرام من الذهب، وهي الدفعة الأولى من المساعدات (مقابل 125 ألف ليرة تركية) ورسالة كتبها تشيشيرين إلى مصطفى كمال. في تقريره المؤرخ في 3 أغسطس 1920 كتب خليل كوت أيضًا أنهم انطلقوا مع 500 كيلوجرام من العملات الذهبية في 6 صناديق، وأنهم كانوا برفقة ضابطين مسلمين من الجيش الأحمر ونحو 20 جنديًا. أثناء المرور عبر أذربيجان إلى الأناضول، لم يكن من الممكن تسليم جميع المساعدات بسبب الهجمات الأرمينية. تم تقسيم الوفد وتم تسليم ثلث الذهب بواسطة خليل كوت إلى قائد الفرقة جواد باي (وفقًا لمصدر آخر إلى كاظم أورباي في كاراكوس (أغري اليوم). وأرسل جواد باي الوفد السوفيتي إلى أرضروم في 8 سبتمبر، فاستقبلهم قرة بكر الذي رحب بهم، ثم أرسل برقية إلى أنقرة وأبلغ بها الأخبار الإيجابية، فبعد تخصيص 200 كيلوغرام من الذهب لاحتياجات الجبهة الشرقية، أرسل الباقي 200 كيلوغرام من الذهب إلى أنقرة مع الوفد السوفيتي. بعد لقاءات خليل كوت الإيجابية، حضر ممثل سوفياتي يُدعى محمودوف مؤتمر سيواس في 4-11 سبتمبر 1919، الذي كان حاسمًا لنضال الأناضول.
لا توجد تفاصيل حول مبالغ المساعدات، حيث التناقضات بين المعلومات والوثائق الموجودة. والسبب الرئيسي لذلك هو رغبة حكومة أنقرة في الحفاظ على سرية المساعدات قدر الإمكان. وذلك خوفًا من سقوط تلك المساعدات القادمة عبر البحر الأسود بيد الحلفاء، مما يزيد من عمليات التفتيش. بالإضافة إلى أن وجود عوامل لم يتم فيها الاحتفاظ بسجلات أثناء التسليم وتسجيل المواد العسكرية ووضعها تحت أسماء مختلفة مما تسبب بعدم اتساق الإحصاءات الواردة في الوثائق مع بعضها البعض. ووفقًا للوثائق السوفيتية المقبولة عمومًا، فإن مساعدات الذهب كانت بقيمة 125000 ليرة تركية و 200.6 كجم من سبائك الذهب و 10.7 مليون ليرة تركية (كانت تمثل عشرين من الميزانية التركية أثناء الحرب)، وكذلك منح السوفييت القوميين الأتراك 100,000 روبل ذهبي للمساعدة في بناء دار للأيتام و 20000 ليرة للحصول على معدات المطبعة ومعدات السينما. أما قائمة الأسلحة والذخيرة التي أرسلها السوفييت لحرب الاستقلال، كانت كما يلي:
| القطعة      | العدد      |
| ----------- | ---------- |
| بندقية      | 39,000     |
| رشاشًا       | 327        |
| مدفعًا       | 54         |
| طلقة بندقية | 63,000,000 |
| قذيفة       | 147,000    |
| زورق دورية  | 2          |
| قنبلة يدوية | 4,000      |
| سيف         | 1,500      |
| قناع غاز    | 20,000     |

على الرغم من أن القادة الجورجيين مثل جوزيف ستالين وسيرغي أوردجونيكيدزه طالبوا بقطع المساعدات سنة 1922، إلا أن فلاديمير لينين وليون تروتسكي ضمنوا استمرارها. وكان هدف لينين هو تسخين الحرب بين الحلفاء والقوميين الأتراك لمنع مشاركة المزيد من قوات الحلفاء في الحرب الأهلية الروسية. والوقت نفسه حاول البلاشفة تصدير الأيديولوجيات الشيوعية إلى الأناضول ودعموا أيضًا الأفراد (على سبيل المثال: مصطفى صبحي وأدهم نجاد) المؤيدين للشيوعية.
أما أتاتورك فكانت وجهة نظره بالمساعدات السوفيتية كالتالي:
لولا دعم روسيا، لكان انتصار تركيا الجديدة... على الغزاة سيتحقق بخسائر لا تُضاهى، أو ربما لا تتحقق على الإطلاق. لقد أعطت روسيا مساعدات معنوية ومادية لتركيا، وسيكون نسيان أمتنا هذه المساعدة جريمة.(مصطفى كمال)
كانت مساهمة السوفييت في حرب الاستقلال حوالي 35٪ مقارنة بالأرقام قبل الهجوم الكبير [الإنجليزية]. تم الحصول على المكاسب الرئيسية من خلال شراء الأسلحة والذخيرة المهربة من المناطق المحتلة وخاصة إسطنبول، ومن خلال أوامر تصنيع الحربية وتكاليف ملي. بالإضافة إلى ذلك، فإن الدعم السياسي الذي قدمته معاهدة موسكو بتاريخ 16 مارس 1921 كانت مهمة جدًا أيضًا.

### مساعدات أخرى

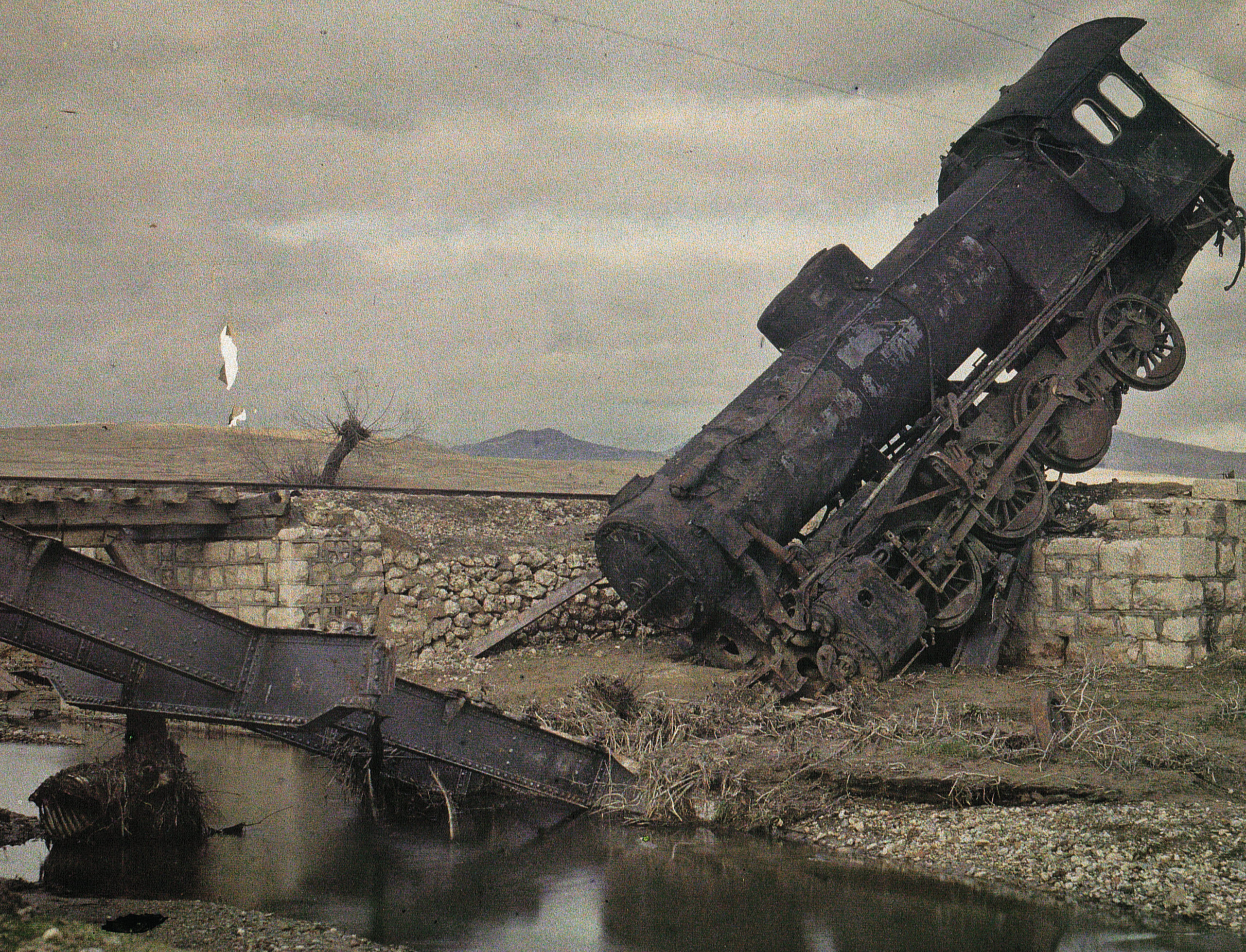
صورة تم التقاطها في أوشاك في 6 يناير 1923، حيث تظهر تلك القاطرة الدمار الذي لحق بالمنطقة خلال انسحاب الجيش اليوناني.

قدمت المملكة المتحدة الدعم السياسي والمالي للقوات اليونانية التي احتلت غرب الأناضول، لكنها تجنبت وجود مستشارين وضباط في الجيش اليوناني على الرغم من إصرار الحكومة اليونانية. توقفت المساعدة العسكرية البريطانية لليونان بداية 1922. خلال حرب الاستقلال قاتلت القوات التركية غير النظامية ضد الجيش الفرنسي الذي احتل أضنة ومرعش وعنتاب وأورفة. أدت الاشتباكات التي استمرت ستة أشهر بين ديسمبر 1919 ومايو 1920 إلى وقف إطلاق النار في 31 مايو 1920. بعد هذا التاريخ، دعمت فرنسا بشكل عام حكومة أنقرة في الساحة الدولية، وسلمت القوات الفرنسية المنسحبة من الأناضول في أكتوبر 1921 كمية كبيرة من الأسلحة والذخيرة إلى الجانب التركي.
نظرت إيطاليا إلى الاحتلال اليوناني لإزمير في مايو 1919 على أنه هجوم على مصالحها الخاصة، فدعمت الأتراك خلال حرب الاستقلال. وفي صيف 1919 اشتبكت القوات اليونانية والإيطالية على جبهة کوش‌ آداسی.

## الجبهات

### الجبهة الجنوبية

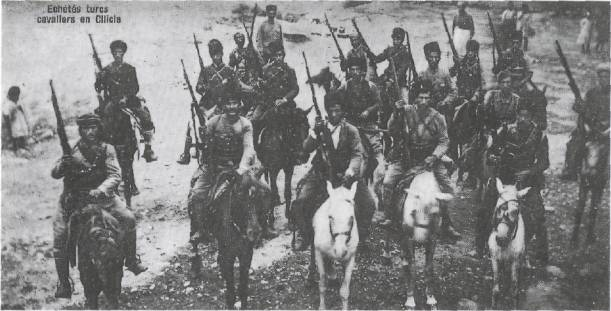
الميليشيات التركية القومية في قليقيا

في الجبهة الجنوبية المسماة أيضًا الجبهة التركية الفرنسية، حيث أراد الفرنسيون السيطرة على سوريا بفيلقهم المكون من جنود فرنسيين وجزائريين وأرمن. فاحتل الإنجليز الموصل واسكندرون وكلس وعنتاب ومرعش والبستان وأورفة، واحتل الفرنسيون أضنة ومرسين وعثمانية. وبقليل من الضغط عليهم كان سهلا تخليهم عن قليقية للقوميين. فجبال طوروس كانت حاسمة لحكومة أنقرة. فتعاون الفرنسيون مع الميليشيات الأرمينية، وتعاون القوميون الأتراك مع مملكة فيصل العربية التي نصبت نفسها بنفسها. وفي نهاية الاحتلال خسر الملا محمد قرايلان حوالي 6400 جندي، ولكنه ألحق خسائر بالفرنسيين بأضعاف عدد جنوده. وهكذا أصبح قرايلان أسطورة في عنتاب. وقد قام الفرنسيين باضطهاد الأهالي في سناجق أضنة وهي هتشين (سايمبيلي) وسيس (قوزان) وبوزانتي؛ حيث قاموا بغلي الأطفال أمام أمهاتهم في هتشين وحدثت صراعات كبيرة. وأخيرًا حرر الأهالي سنجق سيس (قوزان)، المركز الإداري للمنطقة في 2 يونيو 1920.
في نهاية الصراع الذي قاده إمام سوتجو في مرعش، اضطر الفرنسيون الذي لم يستطعوا الصمود إلى مغادرة المدينة (12 فبراير 1920). ونجحت المقاومة التركية التي نظمها علي صايب (أورسافاش) بك في مدينة أورفة، فقام الفرنسيون بإخلاء المدينة في 11 أبريل 1920. أما عنتاب فعلى الرغم من تمرد سكان أنتيب في 1 أبريل 1920، إلا أن الفرنسيين استسلموا في 9 فبراير 1921. وقد انسحبت فرنسا من المنطقة الجنوبية بعد توقيع اتفاقية أنقرة مع الجمعية الوطنية الكبرى التركية.

### جبهة الموصل

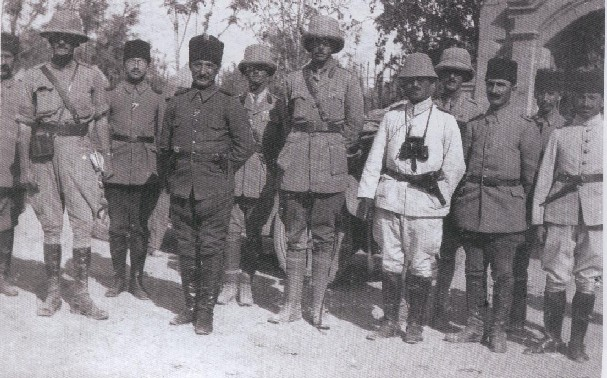
علي إحسان باشا ودادايلي خالد باي مع ممثلي المملكة المتحدة (شمال العراق ، نوفمبر 1918)

بعد توقيع الهدنة احتلت بريطانيا ولاية الموصل، مما أدى إلى استياء الأهالي، فاندلعت انتفاضة في 23 مايو 1919 بقيادة محمود البرزنجي في زاخو. فقمع الإنجليز تلك الانتفاضة بأسلحة حديثة. فاندلعت بعدها انتفاضة أخرى في تلعفر في 1920، ولكن بسبب تأخر قدوم قوات الاحتياط، تمكن البريطانيون من قمعها، وإن استمرت المقاومة في الجبال. ونتيجة لتلك المقاومة تم تحرير رواندز. وهاجمت وحدة قوا مليه بقيادة أوزدمير بك والقبائل الكردية منطقة الموصل وهزمت البريطانيين في معركة دربنت. ولتفتيت قوات أوزدمير بك استدعى البريطانيون محمود البرزنجي من المنفى، ولكنه اتفق مع أوزدمير بك وتمرد ضدهم. عندها انسحبت المملكة المتحدة ودخلت القبائل السليمانية. ولكن بسبب حالة الحرب في منطقة المضيق، توجهت معظم القوات إلى تلك المنطقة. فاندلع صراع بين القوات المتبقية والبريطانيين. نتيجة للصراع هُزمت قوات أوزدمير بك على يد الجيش البريطاني وانسحب أوزدمير بك إلى إيران.

### الجبهة الشرقية

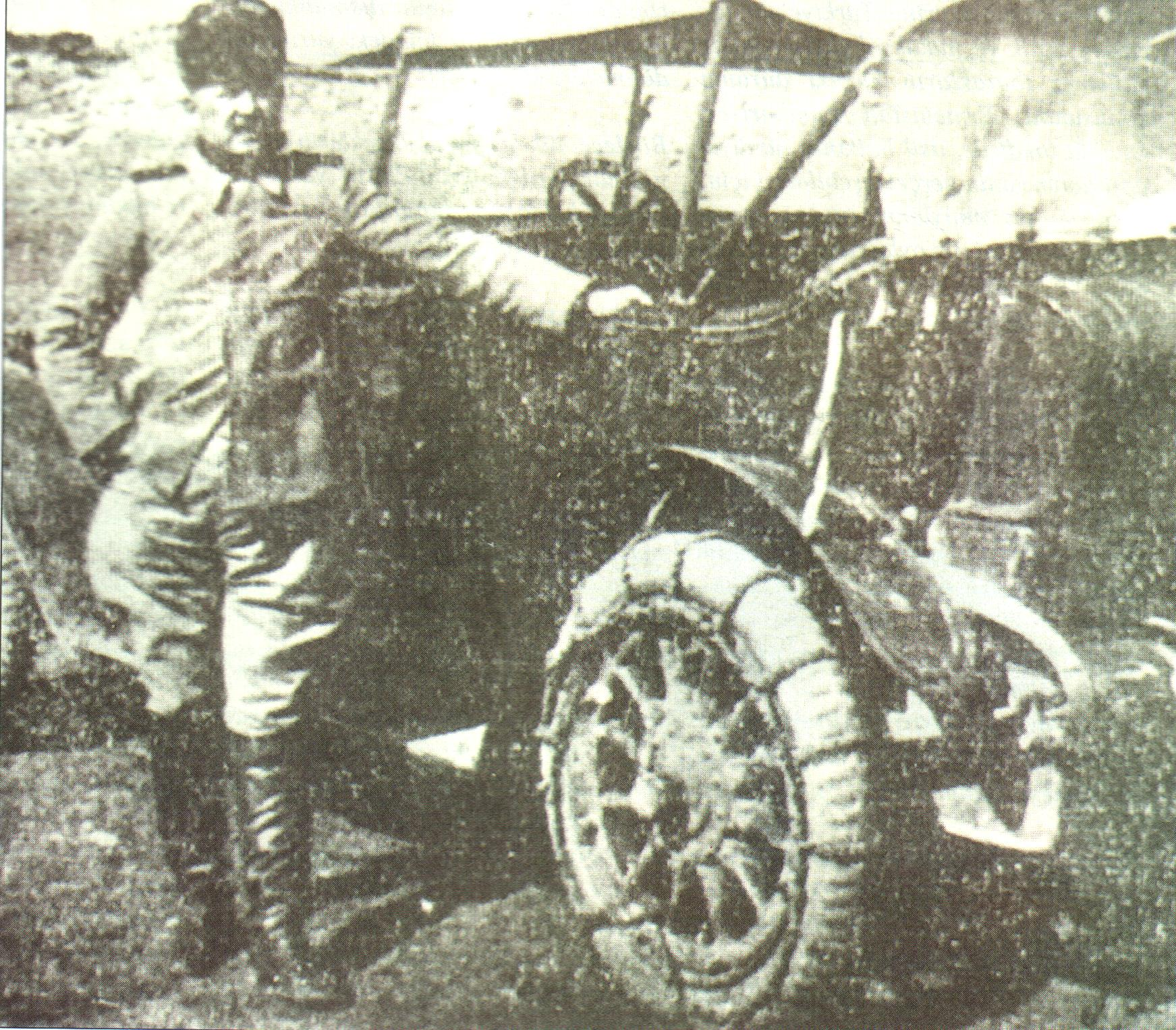
كاظم قرة بكر قبل أن يشرع في توقيع معاهدة ألكسندروبول

تم تحديد حدود جمهورية أرمينيا مع الدولة العثمانية في معاهدة برست ليتوفسك (3 مارس 1918) بعد الثورة البلشفية، ثم في معاهدة باطومي (4 يونيو 1918). كان من الواضح أنه بعد هدنة مودروس (30 أكتوبر 1918) لن تبقى الحدود الشرقية كما تم رسمها. كانت هناك محادثات بين أرمن الشتات وقوات الحلفاء حول إعادة تشكيل الحدود. كان يُنظر إلى النقاط الأربع عشرة على أنها حافز لجمهورية أرمينيا، إذا تمكن الأرمن من إثبات أنهم يمثلون غالبية السكان وأن لديهم سيطرة عسكرية على المناطق الشرقية. فجرى استخدام الجماعات الأرمنية على الحدود بحجة إعادة رسم الحدود بين أرمينيا والدولة العثمانية. وافق وودرو ويلسون على إعادة الأراضي إلى أرمينيا بحجة أن الأرمن يسيطرون عليها. كان من المقرر أن تنعكس نتائج تلك المحادثات على معاهدة سيفر (10 أغسطس 1920). كما كانت هناك تحركات للأرمن من الجنوب الشرقي بدعم فرنسي.
ووقعت واحدة من أهم المعارك على هذه الحدود. كان ابتداء الجيش الوطني بالهجوم دليلًا على ذلك، على الرغم من وجود خطر يوناني مُلح في الغرب. تطورت مرحلة الحملة الشرقية من خلال تقريري كاظم قرا بكر باشا (30 مايو و 4 يونيو 1920) اللذان لخصا الوضع في المنطقة. وكان يشرح بالتفصيل أنشطة الجمهورية الأرمنية وقدم المشورة بشأن كيفية تشكيل جبهة على الحدود الشرقية، وخاصة في أرضروم. أرسلت الحكومة الروسية رسالة ليس فقط لتسوية الحدود الأرمينية ولكن أيضًا على الحدود الإيرانية من خلال الدبلوماسية تحت السيطرة الروسية. كان الدعم السوفييتي حيوياً للغاية للحركة القومية التركية. فقد كانت تركيا متخلفة، وليس لديها صناعة أسلحة محلية. تم تكليف بكر سامي بك بالمحادثات. طالب البلاشفة بنقل وان وبدليس إلى أرمينيا. كان هذا غير مقبول للثوار الأتراك. وبعد التوصل إلى المصالحة التركية السوفيتية في سبتمبر 1920، تمكنت القوات التركية التي تحركت بقيادة كاظم قرة بكر في 28 أكتوبر 1920 من هزيمة أرمينيا بعد عملية استمرت 10 أيام. في تلك العملية قُتل 6 جنود من الجانب التركي، و95 جنديًا من الجانب الأرمني. ثم جرى توقيع معاهدة ألكسندروبول (2 - 3 ديسمبر 1920) أول معاهدة (رغم أنها غير شرعية) وقعها الثوار الأتراك بناءًا على طلب الأرمن. تم ترسيم الحدود التركية الأرمنية إلى خط الحدود العثمانية الروسية قبل 1878. هذه الحدود هي الحدود التركية الأرمينية اليوم. وفي 2 ديسمبر غزا الجيش الأحمر أرمينيا منهيا وجود أرمينيا المستقلة. فكان توقيع الاتفاقية مع ممثلي الحكومة الأرمينية السابقة، التي سقط منها كل سلطة قانونية أو فعلية بعد أن أصبح الحكم السوفيتي قائمًا بالفعل في البلاد. تعد معاهدة موسكو الموقعة في 16 مارس 1921 إحدى الوثائق المهمة بين البلدين. واحتلت تلك الاتفاقيات مكانًا مهمًا للغاية في مجال الدبلوماسية، حيث تم توقيعها من قبل حكومة أنقرة على الساحة الدولية خلال حرب الاستقلال التركية المستمرة، على الرغم من الاعتراف القانوني بحكومة إسطنبول من قبل الجمهور الدولي. وبفضل انتصار كاظم قرة بكر باشا اختفت إحدى جبهات حرب الاستقلال، وأصبح من الممكن نقل القوات والأسلحة إلى الجبهة الغربية. وفي 13 أكتوبر 1921 وقع البلاشفة وتركيا اتفاقية أكثر شمولاً، معاهدة قارص والتي تضمنت ممثلين عن أرمينيا السوفيتية وأذربيجان السوفيتية وجورجيا السوفيتية.

### الجبهة الغربية

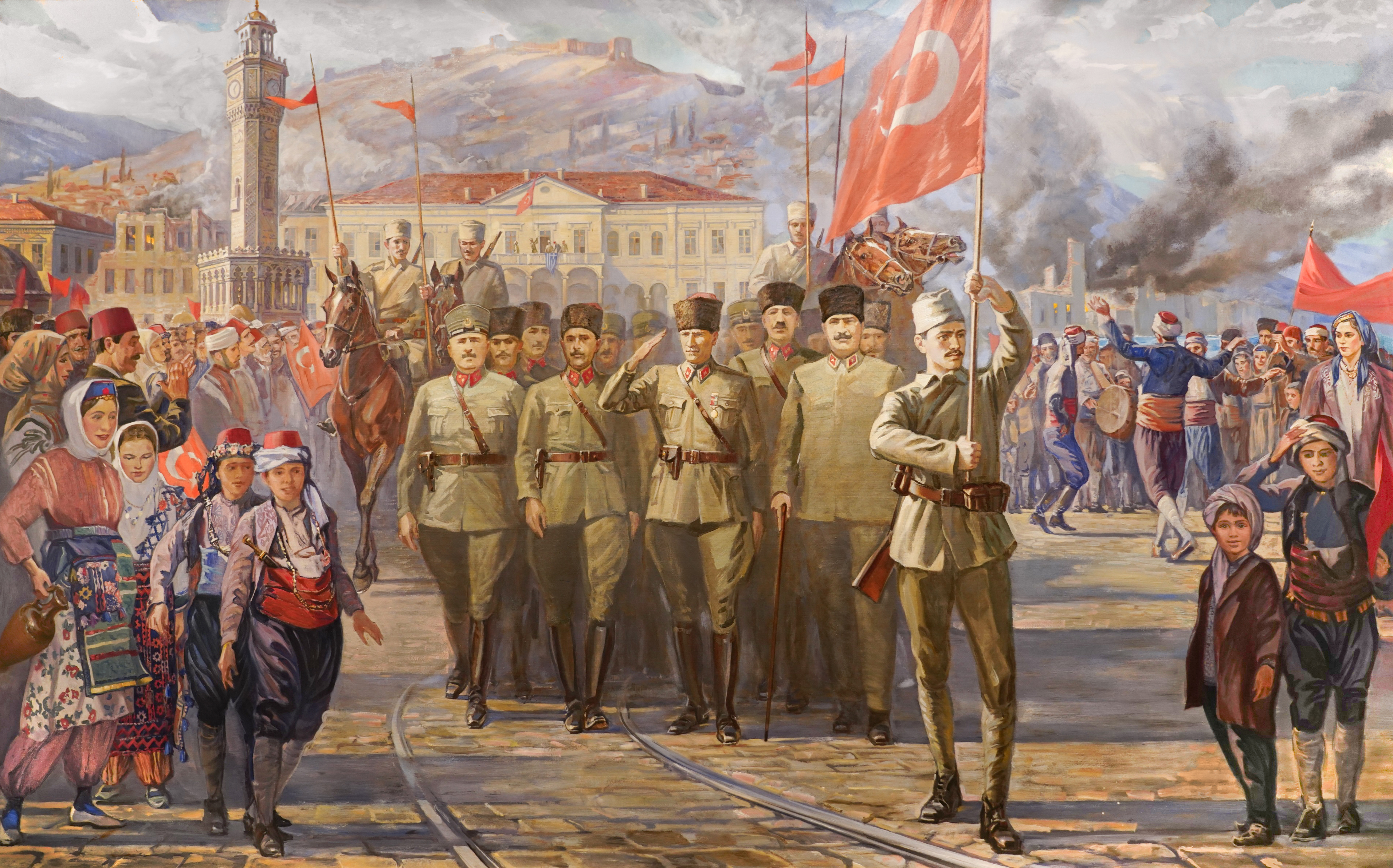
لوحة زيتية لسنة 1922، تصور استيلاء الأتراك على إزمير، دخول الجيش التركي إلى إزمير (سميرنا باليونانية) في 9 سبتمبر 1922، بعد نجاح هجوم إزمير الكبير، ختم النصر التركي فعليًا وأنهى الحرب. كانت إزمير المكان الذي بدأت فيه المقاومة المسلحة المدنية التركية ضد احتلال الحلفاء للأناضول لأول مرة في 15 مايو 1919.

وعد الحلفاء الغربيون - ولا سيما رئيس الوزراء البريطاني ديفيد لويد جورج - اليونان بحصة من الأراضي العثمانية إذا دخلت الحرب إلى جانبهم. وشملت تلك الأراضي تراقيا الشرقية وجزر إمبروس وتينيدوس، وأجزاء من غرب الأناضول حول مدينة إزمير. وأرادت اليونان أيضًا إضافة القسطنطينية لتحقيق فكرة ميغالي، لكن قوى الوفاق لم تمنحها الإذن.
قرر التحالف الثلاثي أن تسيطر اليونان على منطقة حول إزمير وآيوالق في غرب آسيا الصغرى. نتج قرار الحلفاء بالسماح بالهبوط اليوناني في إزمير عن عمليات إنزال إيطالية سابقة في أنطاليا. كان الحلفاء قلقين بشأن زيادة التوسع الإيطالي، ورأوا عمليات الإنزال اليونانية وسيلة لتجنب ذلك. في مواجهة الضم الإيطالي لأجزاء من آسيا الصغرى مع عدد كبير من السكان اليونانيين، حصل فينيزيلوس على إذن الحلفاء للقوات اليونانية للهبوط في إزمير، ظاهريًا من أجل حماية السكان المدنيين من الاضطرابات. ذكر الأتراك أن فينيزيلوس أراد إنشاء مستوطنة يونانية متجانسة لتكون قادرة على إلحاقها باليونان، ولم تترك تصريحاته العلنية شكوكًا حول النوايا اليونانية:«اليونان لا تشن حربًا على الإسلام، ولكن ضد الحكومة العثمانية التي عفا عليها الزمن، وفسادها وخزيها ودمويتها، ونهدف طردها من تلك المناطق التي يتألف معظم سكانها من اليونانيين».
في 28 مايو نزل اليونانيون في أيفاليك التي أصبحت منذ حروب البلقان منطقة ناطقة باليونانية. السكان المسلمون الذين أجبروا على الخروج مع امتداد حدود اليونان ومعظمهم من جزيرة كريت، استقروا في هذه المنطقة. تحت قيادة المقدم العثماني القديم علي جيتينكايا شكل هؤلاء الناس وحدة. بالإضافة إلى أن السكان في المنطقة تجمعوا حول رشيد وتوفيق وشركس أدهم. كانت هذه الوحدات مصممة للغاية على القتال ضد اليونان حيث لم يكن هناك مكان آخر يمكن صدهم فيه. رشيد وتوفيق وأدهم هم من أصول شركسية طردهم الروس من أراضيهم في القوقاز، واستقروا حول ساحل بحر إيجة. كانت المواجهة الأولى بين القوات اليونانية مع هؤلاء غير النظاميين. فسأل مصطفى كمال الأدميرال رؤوف أورباي عما إذا كان بإمكانه المساعدة في تنسيق الوحدات تحت قيادة علي جيتينكايا ورشيد وتوفيق وأدهم. تمكن رؤوف أورباي - وهو أيضًا من أصل شركسي - من تأليف تلك الجماعات، وطلب منهم قطع خطوط الدعم اللوجستي اليوناني.

#### مرحلة نشاط الجبهة الغربية

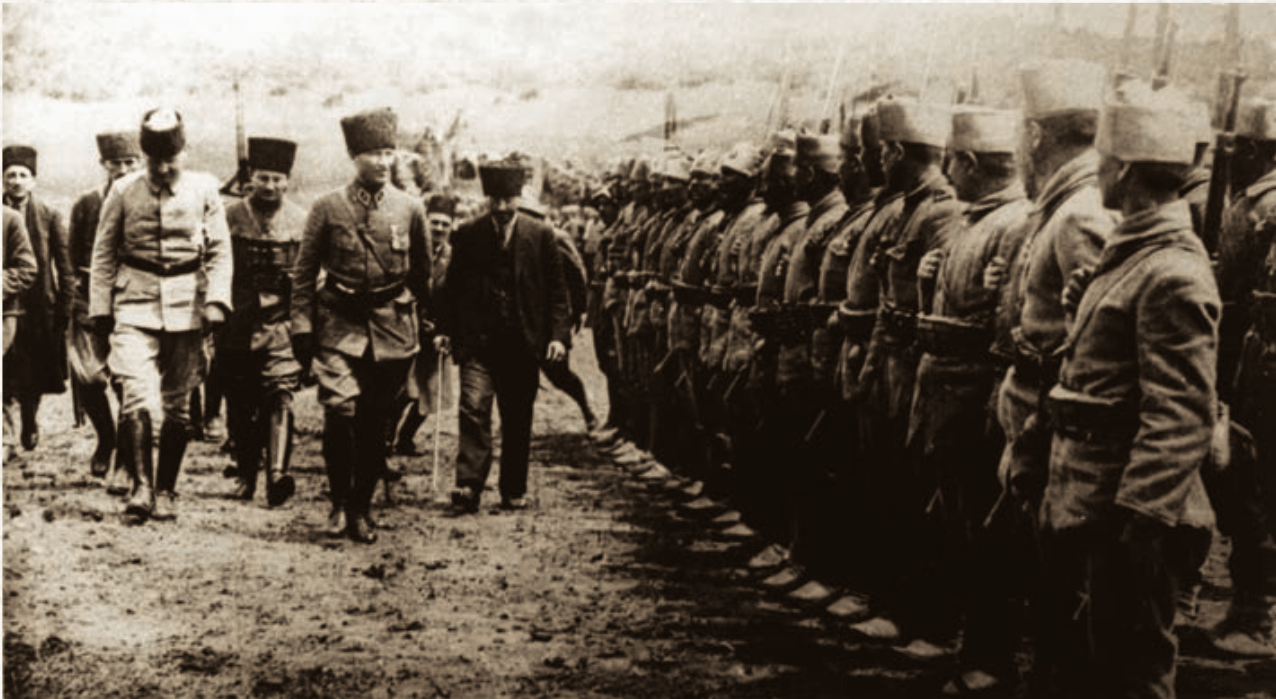
كمال باشا يتفقد القوات التركية (18 يونيو 1922)

عندما نزلت القوات اليونانية في أزمير، فتح مواطن تركي النار فقتل أحد الجنود، مما أدى إلى أعمال انتقامية وحشية. وقد استخدمت تلك القوات المدينة لتكون قاعدة لشن هجمات في عمق الأناضول. ولكن في النهاية تمكن القوميون الأتراك بمساعدة القوات المسلحة الكمالية من هزيمة اليونانيين ومعهم السكان الموالين لهم من الأصول اليونانية، ودفعهم خارج أزمير وبقية الأناضول.
احتل اليونانيون بورصة في يوليو وأوشاك في أغسطس. ونشروا فرقتهم الثالثة عشر هنا لحماية الجناح الشمالي للمدينة. وكان علي فؤاد باشا قائد قوات الجبهة الغربية يخطط لتدمير الفرقة في جديز بهجوم على شكل غارة. ولكن الهجوم الذي بدأ في 24 أكتوبر 1920 قد فشل لأن الفقرتين 11 و 61 لم يتمكنا من العمل في نفس الوقت، ولم يتم الاحتكاك مع الخطوط الأمامية للفقرة 11 بسبب الضباب، ولم تستطع قوات أدهم الشركسية القيام بأي مساهمة إيجابية في الهجوم. فأقال مصطفى كمال باشا علي فؤاد باشا من منصبه في 9 ديسمبر 1920 وعينه سفيراً في موسكو وقسم الجبهة الغربية إلى قسمين شمالي وجنوبي. وقاد ميرالاي عصمت باي الوحدات في الجزء الشمالي من الجبهة، بينما تولى ميرالاي رفعت باي قيادة الوحدات في الجزء الجنوبي.
أوقف عصمت باي الذي عين قائدًا للجبهة الغربية تقدم اليونان في معركة إينونو الأولى في يناير 1921 ومعركة إينونو الثانية في مارس 1921. أثبتت انتصارات إينونو نجاح مشروع الجيش الوطني، حيث عززت سلطة حكومة الجمعية الوطنية الكبرى، وضمن الثقة في النصر النهائي للنضال الوطني. وقد ألقت خسارة أفيون في 27 مارس ببعض الظلال على الشعور بالنصر. وفي يوليو 1921 كانت القوات اليونانية على وشك هزيمة جيوش الجبهة الغربية في معركة كوتاهية-إسكي شهر [الإنجليزية] وتدميرها بعملية تطويق، فقام مصطفى كمال وفوزي باشا اللذان توليا القيادة بنفسهما بسحب القوات التركية بسرعة إلى ضفاف نهر صقاريا. فتم صد الهجوم اليوناني في معركة صقاريا، التي استمرت بين 23 أغسطس و 13 سبتمبر. واستعاد الشعب الثقة بالنفس، ولأن عدد الضباط القتلى كان عالياً، فقد وصف الغازي مصطفى كمال باشا تلك المعركة بـ «حرب الضباط». وبعد هذا الانتصار تمت ترقية القائد العام للقوات المسلحة مصطفى كمال باشا إلى رتبة مشير من قبل الجمعية الوطنية الكبرى لتركيا ومنحته رتبة غازي. وأخيرًا في 26 أغسطس 1922 هزم الجيش التركي الذي هاجم من مواقع شرق أفيون الجيش اليوناني في معركة دوملوبونار في 30 أغسطس. وسقطت منطقة بحر إيجة التي أخلاها الجيش اليوناني المفكك بالكامل بيد القوات التركية في غضون أيام قليلة. وأخيرًا في 9 سبتمبر دخلت الجيوش التركية إزمير وأنهت الاحتلال اليوناني.

#### التقهقر الغربي

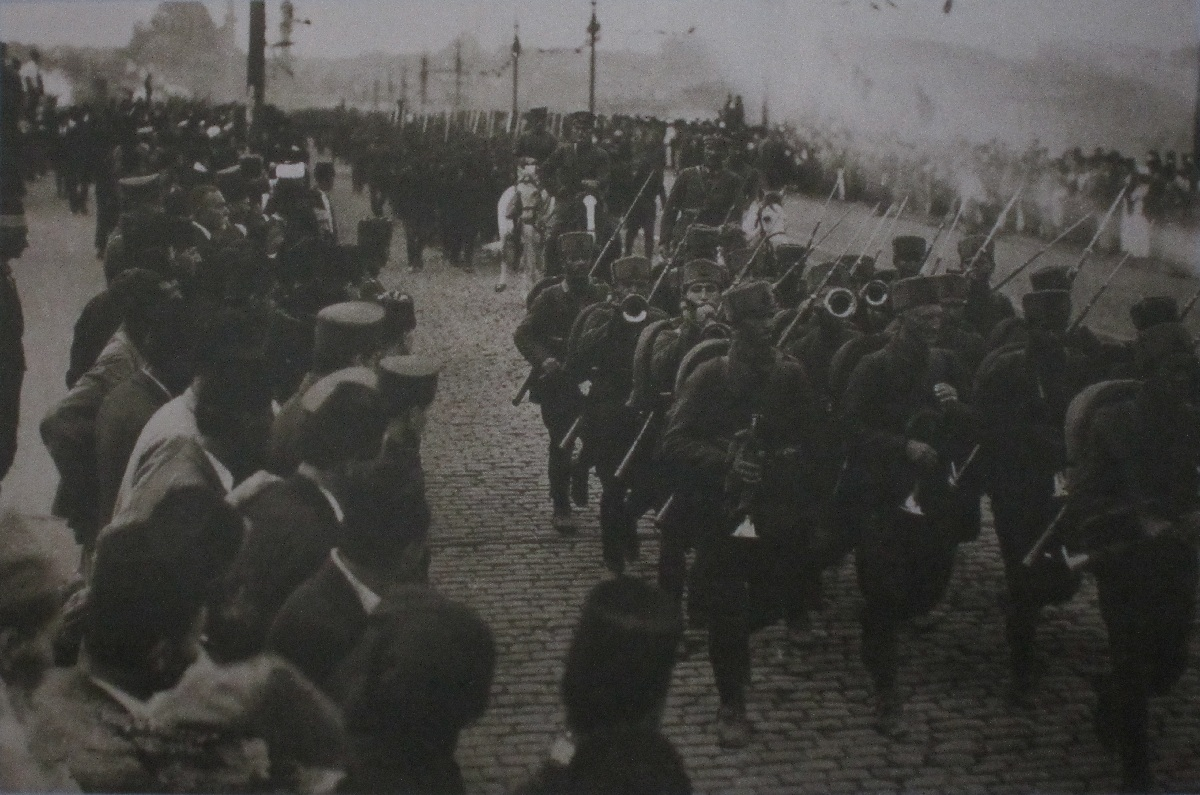
دخول القوات التركية إسطنبول في 6 أكتوبر 1923

أضحى مصطفى كمال في موقع القيادة بعدما أمّن الحدود الشرقية والجنوبية بالمعاهدات والاتفاقيات. وطالب القوميون بعد ذلك في 5 سبتمبر 1922 بإخلاء الجيش اليوناني شرق تراقيا وإمبروس وتينيدوس وكذلك آسيا الصغرى. وأصبح نهر ماريتسا (ميريتش بالتركي) الحدود الغربية لتركيا، كما كان قبل 1914. ومع أن فرنسا وإيطاليا ويوغوسلافيا والدومينيون البريطاني رفضوا أي حرب جديدة، إلا أن البريطانيون كانوا مستعدين للدفاع عن المنطقة المحايدة للأستانة والمضيق، فطلب الفرنسيون من كمال احترامها، وقد وافق عليها في 28 سبتمبر.
دعت فرنسا وإيطاليا وبريطانيا مصطفى كمال للدخول في مفاوضات لوقف إطلاق النار، فكان رده في 29 سبتمبر أن تكون في مودانيا يوم 3 أكتوبر، فتم ذلك واختتمت بهدنة مودانيا في 11 أكتوبر، قبل ساعتين من اعتزام البريطانيين الاشتباك في جنق قلعة، وتم التوقيع في اليوم التالي. ووقع اليونانيون في 13 أكتوبر بعد امتناعهم في البداية. ومن العوامل التي أقنعت تركيا بالتوقيع على الهدنة هو وصول تعزيزات بريطانية. وبعد الهدنة اعترف الحلفاء بمطالب تركيا في شرق تراقيا، والتي تم الاتفاق عليها في مؤتمر لوزان في 20 نوفمبر 1922.

## مفاوضات السلام

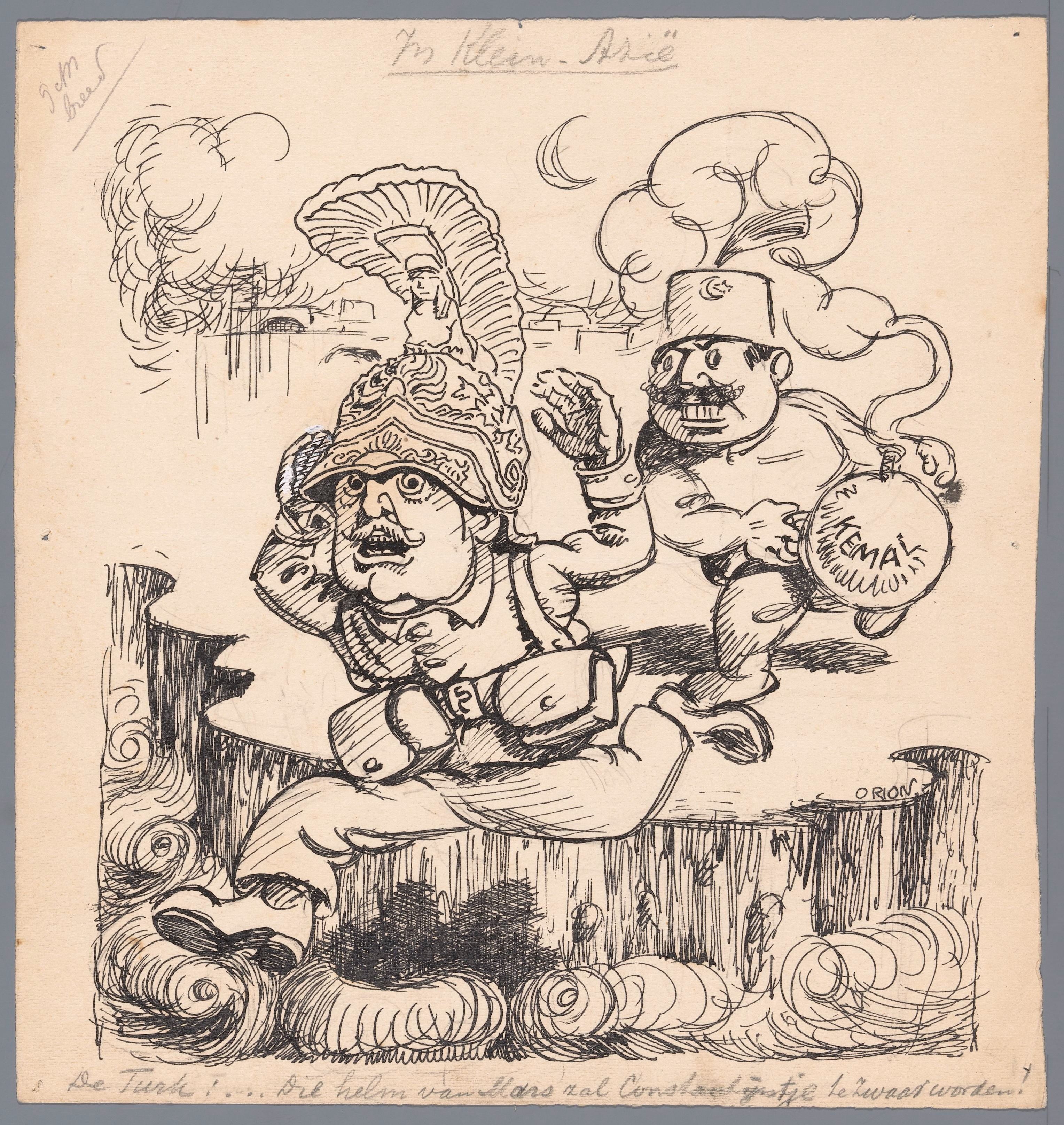
كاريكاتير سياسي: الملك اليوناني قسطنطين يهرب من القنبلة كتب عليها "كمال"

### مؤتمر لندن
لإنقاذ معاهدة سيفر أجبر الوفاق الثلاثي الثوار الأتراك على الموافقة على الشروط من خلال سلسلة من المؤتمرات في لندن. فأعطى مؤتمر لندن فرصة للوفاق الثلاثي لعكس بعض سياساته. وفي أكتوبر تلقى تقريرًا من الأدميرال الأمريكي مارك لامبرت بريستول. الذي قام بتشكيل لجنة لتحليل الوضع والتحقيق في إراقة الدماء أثناء احتلال إزمير والتأثيرات التي تلتها في المنطقة. وذكرت اللجنة أنه إن ضمت اليونان إزمير، فستكون قوة محتلة في تلك المنطقة. لم يكن الأدميرال بريستول متأكدًا من كيفية شرح هذا الضم لرئيس الولايات المتحدة وودرو ويلسون الذي أصر على «احترام القوميات» في مبادئه الأربعة عشر. وأعرب عن اعتقاده بأن مشاعر الأتراك لن تقبل أبدًا هذا الضم.
ولم يغير مؤتمر لندن ولا تقرير الأميرال مارك لامبرت بريستول موقف رئيس الوزراء البريطاني ديفيد لويد جورج. ففي 12 فبراير 1921 ذهب مع ضم ساحل بحر إيجة لليونان بعد هجومها عليه. تصرف ديفيد لويد جورج بمشاعره التي اشتعلت مع معركة جاليبولي، على عكس الجنرال ميلن [الإنجليزية] الذي كان ضابطه على الأرض. وفي صيف 1921 أمام رفض حكومة أنقرة المتشدد لمعاهدة سيفر، اتخذ الجيش اليوناني إجراءات للاستيلاء على أنقرة هذه المرة، فكانت معركة صقاريا الضارية التي انهزموا فيها. في العام التالي مر النصف الأول من 1922 بمفاوضات سلام غير حاسمة. حيث فشلت المفاوضات الأولى بين الجانبين في مؤتمر لندن. فبدأ التمهيد للسلام بعد قرار الوفاق الثلاثي الاتفاق مع الثوار الأتراك.
قبل تلك المحادثات كان القوميون قد استقروا جزئيًا على حدودهم الشرقية مع جمهورية أرمينيا الديمقراطية ، ووقعوا معاهدة ألكسندروبول، ولكن التغييرات في القوقاز - لا سيما إنشاء جمهورية أرمينيا الاشتراكية السوفيتية - تطلبت جولة أخرى من المحادثات. كانت النتيجة معاهدة قارص، وهي معاهدة لاحقة لمعاهدة موسكو السابقة في مارس 1921. تم التوقيع عليها في قارس مع روسيا السوفيتية في 13 أكتوبر 1921 وتم التصديق عليها في يريفان في 11 سبتمبر 1922.

### أزمة جنق قلعة وهدنة مودانيا
بعد تحرير إزمير انتقل فيلق الفرسان التركي بقيادة فخر الدين ألتاي والخاضع للجمعية الوطنية الكبرى إلى الشمال، وبعد بضعة أيام تولى مواقع عبر الدردنيل التي احتلها الإنجليز، وأعطى إنذارًا لهم بالانسحاب، وأطلق على هذا الحدث أزمة جنق قلعة. وقد رفض بعض أعضاء الحزب الليبرالي في حكومة المملكة المتحدة الذين اجتمعوا برئاسة رئيس الوزراء ديفيد لويد جورج في 15 سبتمبر الإنذار واعتمدوا سياسة من شأنها تؤدي إلى حرب بين المملكة المتحدة وتركيا. ولكن بسبب قوة رد الفعل الجمهور البريطاني، انسحب حزب المحافظين الذي كان شريكًا في الائتلاف من الحكومة. فسقطت حكومة لويد جورج في 19 أكتوبر.
استضافت مدينة مودانيا الساحلية في مرمرة المؤتمر لترتيب الهدنة في 3 أكتوبر 1922. كان عصمت باشا - قائد الجيوش الغربية - مقابل الحلفاء. كان المشهد مختلفًا عن مودروس حيث البريطانيون واليونانيون هم في حالة الدفاع. أشرك الحلفاء اليونان معهم في المؤتمر. وقد كان البريطانيون يتوقعون من الحكومة الوطنية تقديم تنازلات. ولكن من الخطاب الأول أصيبوا بالدهشة عندما طالبت أنقرة بالوفاء بالميثاق الوطني. وخلال المؤتمر كانت القوات البريطانية في الأستانة مستعدة لهجوم الكماليين. لم يكن هناك أي قتال في تراقيا، حيث انسحبت الوحدات اليونانية قبل عبور الأتراك للمضيق من آسيا الصغرى. كان التنازل الوحيد الذي قدمه عصمت للبريطانيين هو الاتفاق على أن قواته لن تتقدم أكثر نحو الدردنيل، مما أعطى ملاذًا آمنًا للقوات البريطانية طالما استمر المؤتمر. لقد تخطى المؤتمر ماكان متوقعا. وفي النهاية استسلم البريطانيون لتقدم أنقرة.
تم التوقيع على هدنة مودانيا في 11 أكتوبر. ووفقًا لشروطه: على الجيش اليوناني التحرك غرب نهر ماريتسا، مما يخلي تراقيا الشرقية للحلفاء. دخلت الاتفاقية حيز التنفيذ اعتبارًا من 15 أكتوبر. وبقيت قوات الحلفاء في شرق تراقيا لمدة شهر لضمان القانون والنظام. في المقابل اعترفت أنقرة بالاحتلال البريطاني الجاري لإسطنبول ومناطق المضيق حتى يتم توقيع المعاهدة النهائية. وخلال تلك الفترة حاولت الولايات المتحدة زيادة سفنها في المنطقة. فبعد 19 يومًا من تحرير إزمير، قررت الولايات المتحدة إرسال 13 سفينة حربية جديدة إلى المياه التركية. وقد غادرت تلك السفن التي تجاوز عددها الإجمالي 20 المياه التركية بعد توقيع معاهدة لوزان. وكانت سفينتهم المسماة USS Scorpion موجودة في إسطنبول بين 1908-1923 تحت قيادة الأدميرال بريستول وفي مهمة استخباراتية.
تم تعيين رفعت باي لتولي القيادة على تراقيا الشرقية من الحلفاء. كان أول مندوب يصل العاصمة القديمة. لم يسمح البريطانيون لمئات الدرك الذين أتوا معه. استمر ذلك المنع إلى اليوم التالي.

### إلغاء السلطنة
كان كمال قد اتخذ قراره منذ فترة طويلة بإلغاء السلطنة عندما يحين الوقت. وبعد أن واجه معارضة من بعض أعضاء المجلس، استخدم نفوذه كونه بطل حرب ليتمكن من إعداد مشروع قانون لإلغاء السلطنة، ثم رفعه بعد ذلك إلى الجمعية الوطنية للتصويت عليه. وذكر في سياق المشروع أن شكل الحكومة في إسطنبول -القائم على سيادة الفرد- لم يعد موجودًا فعليًا عند احتلال القوات البريطانية المدينة بعد الحرب العالمية الأولى. وفوق ذلك ذكر إنه على الرغم من أن الخلافة هي تابعة للدولة العثمانية، إلا أنها استندت على الدولة التركية عند انحلالها، وسيكون للجمعية الوطنية التركية الحق في اختيار أحد أفراد الأسرة العثمانية في منصب الخليفة. وفي 1 نوفمبر صوتت الجمعية الوطنية التركية الكبرى لإلغاء السلطنة العثمانية. وغادر آخر سلطان تركيا في 17 نوفمبر 1922 على متن سفينة حربية بريطانية في طريقه إلى مالطا، وكان هذا آخر عمل عند انهيار الإمبراطورية العثمانية وسقوطها. لذلك أنتهت الإمبراطورية التي تأسست قبل أكثر من 600 عام، أي حوالي 1299.

### معاهدة لوزان

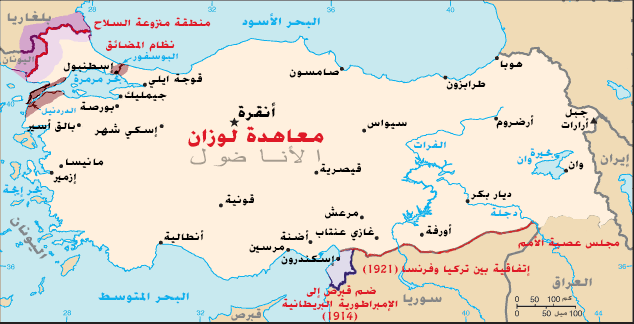
معاهدة لوزان الموقعة في 1923، ضمنت استقلال تركيا وحلت محل معاهدة سيفر.

افتتح المؤتمر في 21 نوفمبر 1922 في لوزان بسويسرا واستمر حتى 1923. وحضر المؤتمر ممثلين من المملكة المتحدة وفرنسا وإيطاليا وتركيا. والمندوبون الأتراك هم  عصمت باشا ود. رضا نور بك. وخطب في المؤتمر كلا من بينيتو موسوليني من إيطاليا وريمون بوانكاريه من فرنسا. وكان الغرض منه هو التفاوض على معاهدة لتحل محل معاهدة سيفر. والتي لم تعد تعترف بها تركيا في ظل الحكومة الجديدة للجمعية الوطنية الكبرى. وكان عصمت باشا المفاوض التركي القوي، الذي حافظ على موقف حكومة أنقرة الأساسي بأنه يجب معاملتها بأنها دولة مستقلة وذات سيادة، وعلى قدم المساواة مع جميع الدول الأخرى التي حضرت المؤتمر. وفقًا لتوجيهات مصطفى كمال أثناء بحثه للأمور المتعلقة بالهيمنة على الشؤون المالية والقضاء، والتنازلات والمضائق التركية وما شابه، ورفض أي اقتراح من شأنه المساس بالسيادة التركية. أخيرًا بعد مناقشات طويلة في 24 يوليو 1923 تم التوقيع على معاهدة لوزان. بعد عشرة أسابيع من التوقيع غادرت قوات الحلفاء إسطنبول.
ووافقت تركيا في ختامها على البنود السياسية وحرية المضائق التي كانت الشغل الشاغل لبريطانيا. تم تأجيل موضوع وضع الموصل، حيث رفض كرزون التزحزح عن الموقف البريطاني بأنها جزء من العراق. تم تأكيد حيازة الانتداب البريطاني للعراق على الموصل من خلال اتفاق توسطت فيه عصبة الأمم بين تركيا وبريطانيا العظمى سنة 1926. ومع ذلك لم يحقق الوفد الفرنسي أيًا من أهدافه، وفي 30 يناير 1923 أصدروا بيانًا بأنهم يعتبرون مشروع المعاهدة ليس أكثر من مشروع للنقاش. لذلك رفض الأتراك التوقيع على المعاهدة. وفي 4 فبراير 1923 قدم كرزون نداءًا نهائيًا إلى عصمت باشا للتوقيع، وعندما رفض، قطع وزير الخارجية المفاوضات وغادر في تلك الليلة على قطار الشرق السريع.
وبالنهاية تم التوقيع على معاهدة لوزان في يوليو 1923، التي اعترفت دوليًا بالجمعية الوطنية الكبرى بأنها حكومة شرعية لتركيا وسيادة جمهورية تركيا بأنها خليفة للدولة العثمانية البائدة، كما تم شطب بعض الديون العثمانية، وقبول الرصيد على أن تدفعه تركيا على المدى الطويل وبشروط مواتية. ومُنحت الأقليات غير المسلمة في تركيا حقوقًا معينة بموجب حماية القانون الدولي. وفي المقابل تم التأكيد على استقلال تركيا في الشؤون الإدارية والقانونية والقضائية والمالية. وألغيت الامتيازات الأجنبية بالكامل. بالإضافة إلى الحدود البرية الأكثر ملاءمة لتركيا مقارنة بمعاهدة سيفر (كما يمكن رؤيته في الصورة على اليمين)، وبذلك فرضت تركيا سيادتها على شرق تراقيا والأناضول وجنوب غرب القوقاز وشمال العراق، والتي غطت جزءًا كبيرًا من ميثاقها الوطني. وقرر استفتاء عصبة الأمم في قضية الموصل سنة 1926، في حين أن الحدود مع اليونان وبلغاريا أصبحت منزوعة السلاح. كما وافقت تركيا على نزع السلاح في مضيق البوسفور والدردنيل، وترك الأمر لإدارة لجنة دولية برئاسة تركيا. (استبدل هذا النظام باتفاقية مونترو في 1936).
منحت الدولة العثمانية حق حماية قبرص مؤقتًا للمملكة المتحدة سنة 1878، حتى ضمتها المملكة المتحدة إليها في 1914. ثم تخلت الدولة العثمانية بموجب معاهدة أوشي سنة 1912 عن جميع حقوقها في جزر دوديكانيسيا إلى الإدارة الإيطالية ضد اليونان؛ وقبلت بالسيادة اليونانية في تراقيا الغربية بشروط. مع بروتوكول مرفق بالمعاهدة تقرر تبادل الأقلية اليونانية في تركيا مع الأقلية التركية المسلمة في اليونان (مع بعض الاستثناءات).

### تأسيس الجمهورية
أعلنت تركيا جمهورية في 29 أكتوبر 1923، وانتخب مصطفى كمال أتاتورك ليكون أول رئيس. وعين في تشكيل حكومته مصطفى فوزي (جاكماق) وكاظم فكري (أوزالب) وعصمت (إينونو) في مناصب مهمة. لقد ساعدوه في تأسيس إصلاحاته السياسية والاجتماعية اللاحقة في تركيا، وتحويل البلاد إلى دولة قومية حديثة وعلمانية.

## تأريخ وتأطير حرب الاستقلال
يعتمد المنظور التركي المتشدد للحرب على خطابات وروايات مصطفى كمال أتاتورك في المقام الأول، وهو ضابط رفيع المستوى في الحرب العالمية الأولى وزعيم الحركة الوطنية. وتميز بأنه المؤسس والزعيم الأوحد للحركة القومية. وربما حذفت بعض الحقائق السلبية الممكنة من التأريخ التقليدي المتشدد. ولتلك التفسيرات تأثير هائل على فهم التاريخ التركي، حتى من قبل الباحثين الأجانب. فأصبح التأريخ الأحدث يفهم النسخة الكمالية على أنها تأطير قومي للأحداث والحركات التي أدت إلى تأسيس الجمهورية. وتحقق ذلك بعد تهميش العناصر غير المرغوب فيها التي ارتبطت بالاتحاد والترقي وبإبادتها الجماعية، وبالتالي الارتقاء بكمال وسياساته.:805–806
حسب النسخة التركية التقليدية للأحداث، فإن الحركة القومية محت ماضيها المعيب، واستمدت قوتها من الدعم الشعبي الذي قاده كمال، وبالتالي منحته لقب أتاتورك أي «أبو الأتراك». ولكن وفقًا لمؤرخين مثل دونالد بلوكسهام وزورتشر [الإنجليزية] وتانر أقجام فإن هذا الحال لم يكن واقعيًا، لأن الحركة القومية ظهرت من خلال دعم القادة الاتحاديين، وكان العديد منهم من مجرمي الحرب الذين أصبحوا أثرياء من مصادرة أملاك المطرودين، ولم يحاكموا على جرائمهم بسبب الدعم المتزايد للحركة الوطنية. وانتهى الأمر بهم وبالشخصيات الكمالية إلى كتابة غالبية تاريخ الحرب. يتأثر الفهم الحديث في تركيا بشكل كبير بهذا التاريخ القومي ودوافعه السياسية.:806
وفقًا لمسعود أويار فإن حرب الاستقلال التركية هي أيضًا حربًا أهلية وقعت في جنوب مرمرة ومناطق غرب وشرق البحر الأسود ووسط الأناضول. ويذكر أن مظهرها كحرب أهلية قد تم دفعها إلى الخلفية ووصفت بالثورات في الكتب الرسمية والأكاديمية. فالخاسرون في الحرب الأهلية من الاتحاديين الذين لم يدعموا السلطان ولا حكومة أنقرة،  لم يعتبروا أنفسهم متمردين. وأكد أويار أن الخسائر المالية والمادية التي حدثت في الحرب الأهلية هي على الأقل كارثية مثل الحرب التي دارت ضد الأعداء في جبهات أخرى. واختتم قائلا أن الحرب هي أشبه بالثورة الروسية.
تم انتقاد الاستاذ كوري جوتشتات «Corry Guttstadt» لتفضيله مصطلح «حرب الاستقلال (بالتركية: Kurtuluş Savaşı)‏» لأنه صور تركيا بأنها ضحية للقوات الإمبريالية، وصوَّر الأقليات على أنها بيدق تستخدمها هذه القوات. وقد اعتبر الإسلاميون الأتراك والفصيل اليميني وكذلك اليساريون تلك الرواية التاريخية شرعية. ولكن في الواقع فإن انضمام الدولة العثمانية إلى الحرب العالمية الأولى كان بأهداف توسعية. فقد اعتزمت حكومة الاتحاد والترقي بتوسيع السلطنة في آسيا الوسطى. لكن عندما هُزموا صوروا أنفسهم على أنهم الضحايا، بالرغم من أن الحرب جلبت عواقب وخيمة على الأقليات غير المسلمة. يذكر جوتشتات أن حرب الاستقلال التركية، التي شنت ضد الأقليات الأرمنية واليونانية، كانت حملة إسلامية لأن لجان الدفاع الوطني كانت منظمات تأسست بخصائص إسلامية.